# تويوتا
شركة تويوتا للسيارات (باليابانية: トヨタ自動車株式会社)، (بالإنجليزية: Toyota Motor Corporation) هي شركة يابانية متعددة الجنسيات لصناعة السيارات يقع مقرها الرئيسي في تويوتا، آيتشي، اليابان. في عام 2017، كان هيكل شركة تويوتا يتكون من 364.445 موظفًا حول العالم واعتبارًا من سبتمبر 2018، كانت سادس أكبر شركة في العالم من حيث الإيرادات. اعتبارًا من عام 2017، تعد تويوتا أكبر مصنع للسيارات. تويوتا هي أول شركة مصنعة للسيارات في العالم تنتج أكثر من 10 ملايين سيارة سنويًا، وذلك منذ عام 2012، عندما أعلنت أيضًا عن أن الإنتاج الكلى لسيارتها بلغ 200 مليون سيارة. تعتبر تويوتا أكبر شركة مدرجة في اليابان من حيث القيمة السوقية والربح اعتبارًا من يوليو 2014. حيث بلغت قيمتها أكثر من ضعفي مجموعة سوفت بنك والذي حل في المرتبة الثانية.
تعتبر تويوتا الشركة الرائدة عالميًا في مجال مبيعات السيارات الكهربائية الهجينة، وهي واحدة من أكبر الشركات التي تشجع اعتماد السيارات الهجينة في جميع أنحاء العالم. تُعتبر تويوتا أيضًا رائدة في سوق السيارات العاملة بخلايا الوقود الهيدروجينية. حيث حققت المبيعات التراكمية العالمية لطرز سيارات الركاب الهجين من تويوتا ولكزس 10 مليون سيارة في يناير 2017. وتُعد عائلة بريوس السيارة الهجينة الأكثر مبيعًا في العالم وذلك مع بيع أكثر من 6 ملايين وحدة في جميع أنحاء العالم بدءًا من يناير 2017.
أسس كيشيرو تويودا الشركة في عام 1937، كعرض ثانوي من شركة والده المسماة صناعات تويوتا وذلك لتصنيع السيارات. قبل ثلاث سنوات، في عام 1934، بينما كانت الشركة لا تزال جزءًا من صناعات تويوتا ابتكرت أول منتج لها، وهو المحرك من النوع أ وأول سيارة ركاب في عام 1936، وهي تويوتا آيه آيه. تنتج أيضًا شركة تويوتا للسيارات سيارات تحت خمس علامات تجارية، بما في ذلك علامة تويوتا وهم هينو ولكزس ورانز ودايهاتسو. كما أنها تمتلك ما يقدر بـ 16.66٪ من أسهم شركة سوبارو، وحصة تقدر بـ 5.9% في إيسوزو، وحصة تصل إلى 5.5% في مازدا، بالإضافة إلى المشاريع المشتركة، منهم اثنين في الصين (جاك تويوتا وسيتشوان فاو تويوتا للسيارات وواحدة في الهند (تويوتا كيرلوسكار فرع الهند [الإنجليزية]
) وواحدة في جمهورية التشيك (TPCA)، إلى جانب العديد من الشركات «الغير عاملة في السيارات». شركة تويوتا للسيارات هي جزء من مجموعة تويوتا، وهي واحدة من أكبر التكتلات في اليابان.
تويوتا مدرجة في بورصة لندن وبورصة نيويورك وبورصة طوكيو.

## حوكمة الشركة

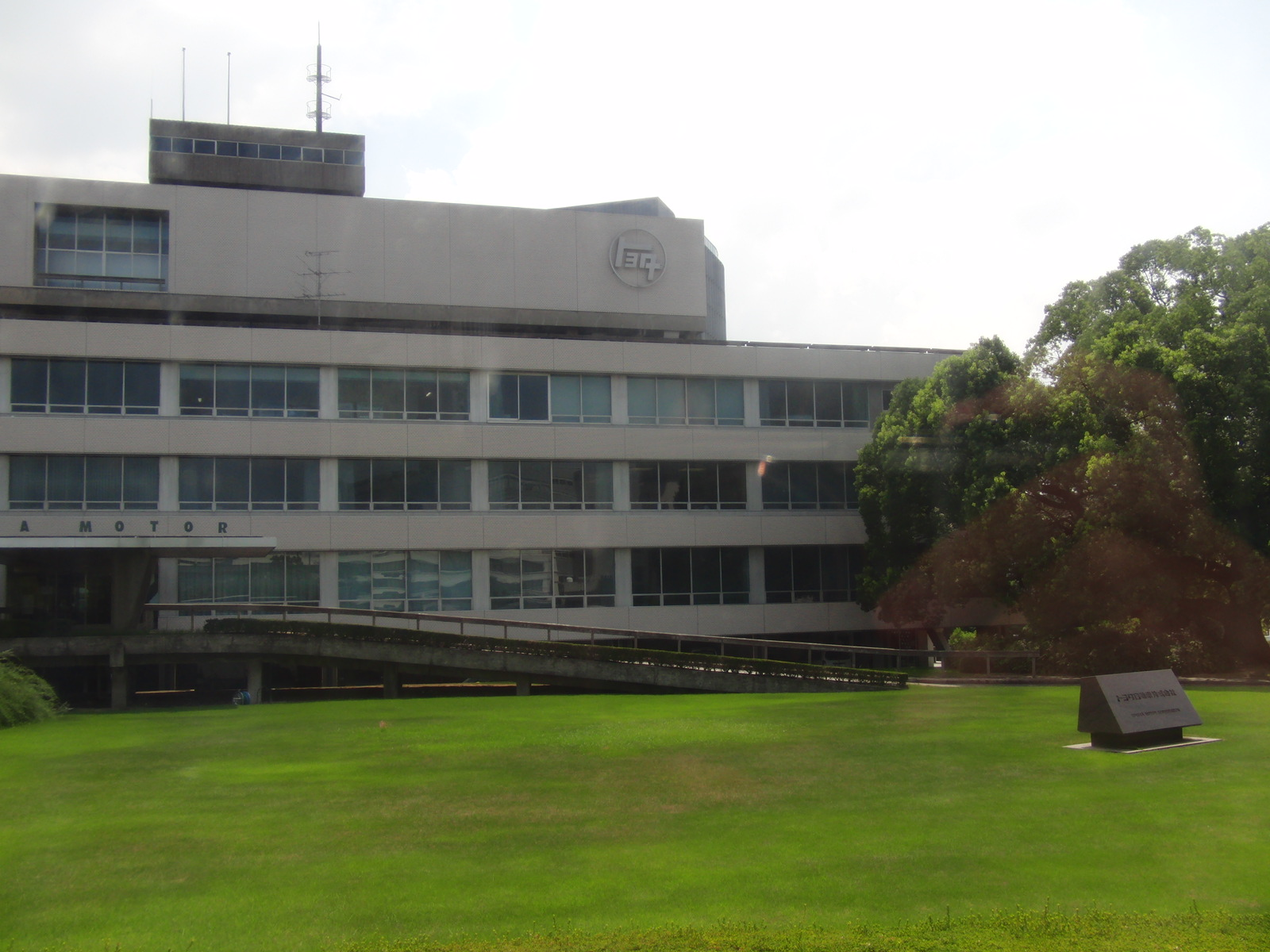
مبنى المقر الرئيسي لشركة تويوتا

يقع المقر الرئيسي لشركة تويوتا في مدينة تويوتا بآيتشي. ويتكون المقر الرئيسي من مبنى متواضع من أربعة طوابق. ومنذ عام 2006، أصبح لدى المكتب الرئيسي شعار تويوتا «تويوبت» (بالإنجليزية: Toyopet) وكلمة «تويوتا للسيارت» (بالإنجليزية: Toyota Motor). ويقع مركز تويوتا الفني، وهو مبنى مكون من 14 طابقًا، ومصنع هونشا، وهو المصنع الثاني لشركة تويوتا الذي يشارك في الإنتاج الضخم والذي كان يُطلق عليه سابقًا اسم مصنع كورمو، بجوار أحدهما الآخر في موقع بالقرب من المقر الرئيسي. وصف فينود جاكوب في الصحيفة الهندوسية مبنى المقر الرئيسي بأنه «متواضع». في عام 2013، ذكر رئيس الشركة آكيو تويودا أنه يواجه صعوبات في الإبقاء بالموظفين الأجانب في المقر بسبب نقص المرافق في المدينة.
يقع مكتب طوكيو في بونكيو. ويقع مكتب ناغويا في ناكامورا-كو. بالإضافة أيضًا إلى تصنيع السيارات، تقدم تويوتا الخدمات المالية من خلال قسم تويوتا للخدمات المالية، وكذلك تقوم ببناء الروبوتات.

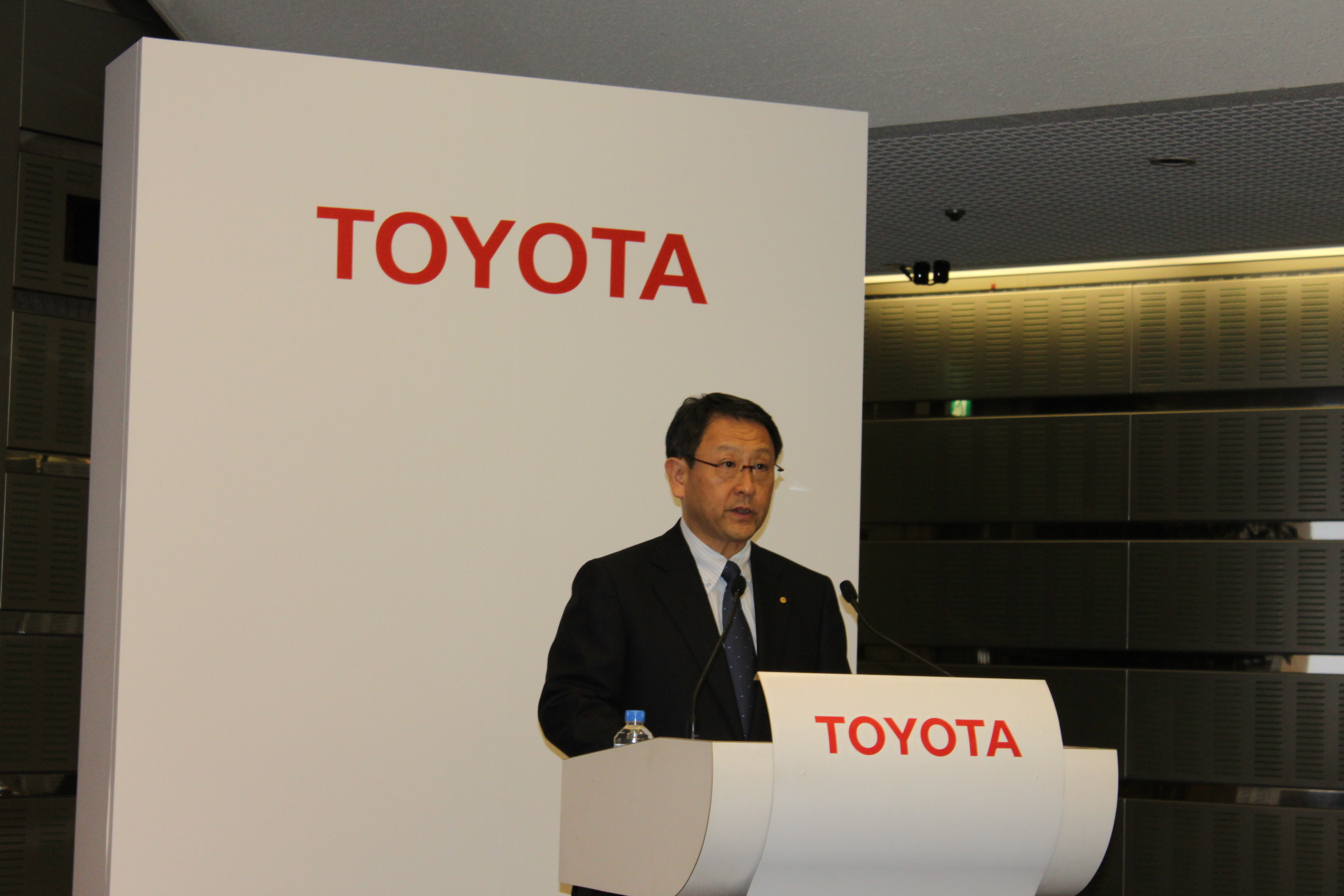
أكيو تويودا، الرئيس التنفيذي لشركة تويوتا، في المؤتمر الصحفي السنوي للنتائج، 11 مايو 2011

شبكة تويوتا العالمية:
أحمر – اليابان
أخضر – الوكلاء الرسميون.
أزرق – المصانع المحلية
الأزرق السماوي – المقرات الإقليمية
الأرجواني – المقرات الإقليمية ومصانع التصنيع المحلية

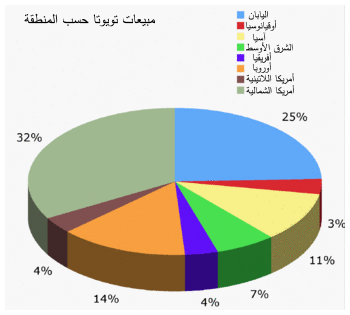
توزيع نموذجي للمبيعات حسب المنطقة

### شركة تويوتا للسيارات
في عام 1981، أعلنت شركة تويوتا للسيارات عن خطط للاندماج مع كيان المبيعات الخاص بها المُسمي «شركة مبيعات تويوتا للسيارات». منذ العام 1950، كان الكيانان موجودان كشركات منفصلة وذلك كشرط أساسي لإعادة الإعمار في اليابان بعد الحرب. بدأ الدمج بترأس شويشيرو تويودا شركة مبيعات تويوتا للسيارات استعدادًا لإتمام العملية التي حدثت في عام 1982. ثم خلف شويشيرو عمه إيجي تويودا كرئيس للمنظمة المُندمجة التي عُرفت فيما بعد باسم شركة تويوتا للسيارات.

#### الرؤساء
- ريزابورو تويودا [الإنجليزية]
 (1937–1941)
- كيشيرو تويودا (1941–1950)
- تايزو إيشيدا [الإنجليزية]
 (1950–1961)
- فوكيو ناكاجاوا [الإنجليزية]
 (1961–1967)
- إيجي تويودا [الإنجليزية]
 (1967–1982)

### مؤسسة تويوتا للسيارات
في 14 يونيو 2013، أعلنت شركة تويوتا للسيارات تعيين أعضاء المجلس الخارجي. كانت هذه المرة الأولي للشركة وسُمح به بعد موافقة المساهمين العامين في اجتماع في نفس اليوم. بالإضافة إلى ذلك، حل نائب رئيس مجلس الإدارة تاكيشي أوتشيامادا محل فوغيو تشو كرئيس مجلس الإدارة، حيث أصبح الأخير رئيس مجلس إدارة فخري بينما بقي آكيو تويودا في منصب الرئيس.

#### الرؤساء
- إيجي تويودا (1981)
- شويشيرو تويودا [الإنجليزية]
 (1982–1992)
- تاتسورو تويودا [الإنجليزية]
 (1992–1995)[19]
- هيروشي أوكودا (1995–1999)
- فوغيو تشو (1999–2005)
- كاتساكي واتانابي (2005–2009)
- آكيو تويودا (2009–الآن)

#### رؤساء مجلس الإدارة
- شويشيرو تويودا (1992–1999)
- هيروشي أوكودا (1999–2006)
- فوغيو تشو (2006–2013)
- تاكيشي أوتشيامادا [الإنجليزية]
 (2013–الآن)

### البيانات المالية
يتم تداول تويوتا بشكل عام في بورصات طوكيو وأوساكا وناغويا [الإنجليزية]
 وفوكوكا وسابورو تحت رمز الشركة بورصة طوكيو: 7203. كما إن شركة تويوتا مدرجة في سوق نيويورك للأوراق المالية تحت nyse: TM وبورصة لندن للأوراق المالية تحت س ل أ م: TYT. تم تداول تويوتا للعامة في اليابان منذ عام 1949 وعلى الصعيد الدولي منذ عام 1999.
كما هو مذكور في بياناتها المالية الموحدة، تمتلك تويوتا 606 شركة تابعة موحدة و 199 شركة تابعة.
- تويوتا للسيارات فرع أمريكا الشمالية [الإنجليزية]
 (100% – 2004)
- شركة تويوتا فرع كندا [الإنجليزية]
 (51% – 2013)
- تويوتا تسوشو – شركة تجارية لمجموعة تويوتا
- شركة دايهاتسو للسيارات (100%)
- هينو للسيارات (50.1% – 2001)
- لكزس 100% (1989)
- سايون 100% (2003)
- دنسو (24.74% – 30 سبتمبر 2006)
- صناعات تويوتا (23.51% – 31 مارس 2006)
- شركة ايسين سيكي [الإنجليزية]
 (23.0% – 30 سبتمبر 2006)
- سوبارو (16.66% – 28 يونيو 2008)
- إيسوزو (5.9% – 10 نوفمبر 2006)
- تويوتا أسترا للسيارات [الإنجليزية]
 (50% – 2017)
- نوبل للسيارات [الإنجليزية]
 (23% – 2014)
- تويوتا لتصنيع السيارات فرع أندونسيا[21] (95% – 2003)

### الترتيب العالمي
كانت تويوتا، التي كانت سابقًا ثالث أكبر شركة لصناعة السيارات في العالم [الإنجليزية]
 وراء الشركة الأمريكية جنرال موتورز وفورد، قد أنتجت لأول مرة في التاريخ عددًا أكبر من السيارات من فورد في عام 2005، وفي عام 2006 أكثر من شركة جنرال موتورز وأصبحت أكبر شركة لصناعة السيارات في العالم منذ ذلك الحين. باستثناء عام 2011، عندما وقع زلزال وتسونامي توهوكو 2011، انخفضت إلى المركز الثالث وراء جنرال موتورز الأمريكية ومجموعة فولكسفاغن الألمانية.

## التاريخ

### عقد 1920 - عقد 1930

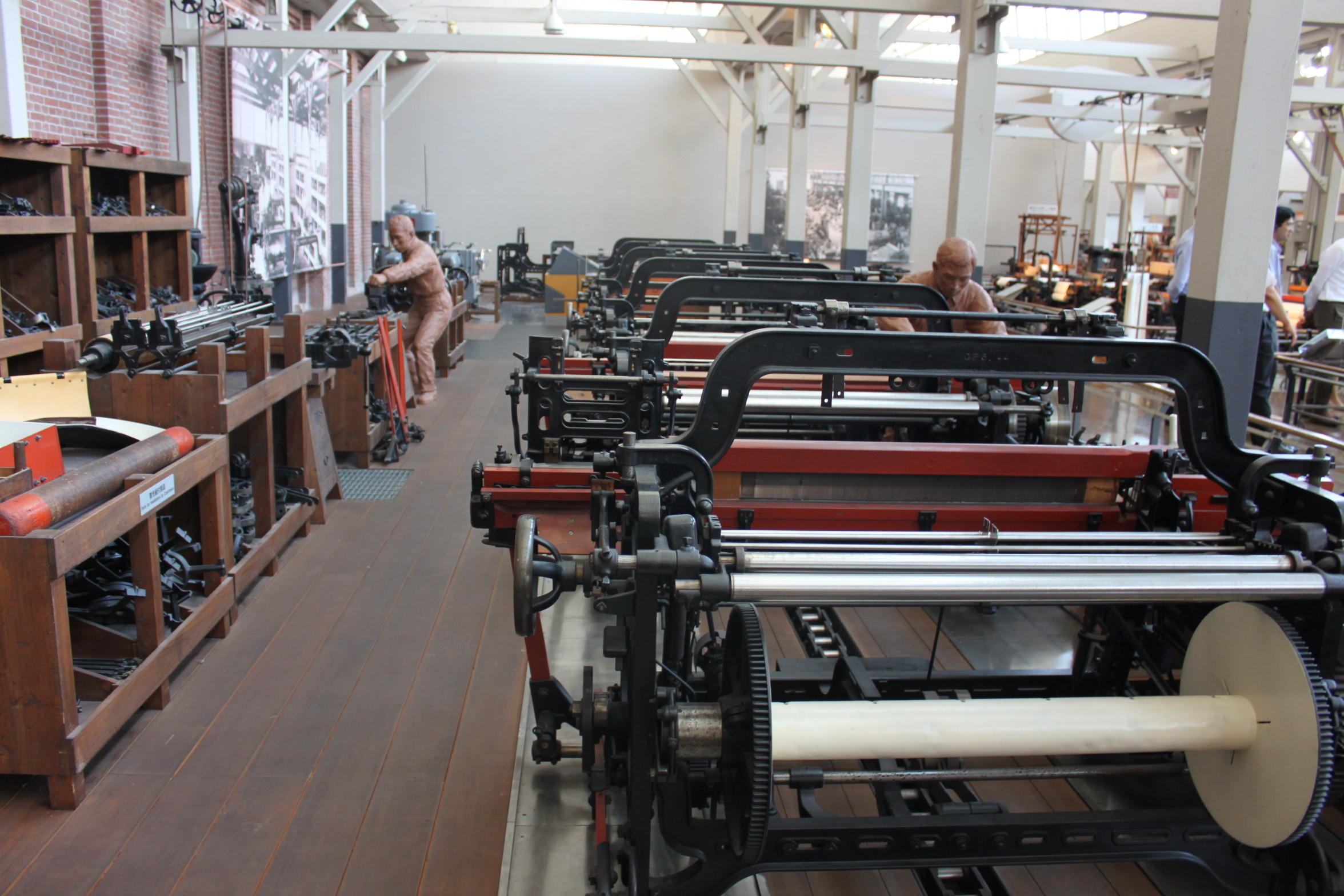
نول تويودا الآلي الشامل الإنتاج، المعروض في متحف تويوتا في آيتشي، اليابان

في عام 1924م، قام ساكيشي تويودا بإختراع نموذج تويوتا جي للنسج التلقائي. أصبح مبدأ جيدوكا، الذي يعني أن الآلة تتوقف عند حدوث مشكلة، جزءًا لاحقًا من نظام إنتاج تويوتا. حيث بٌنيت المناسج على خط إنتاج صغير. في عام 1929، تم بيع براءة اختراع المنوال التلقائي إلى الشركة البريطانية بلات براذرز، مُنشأة رأس المال الأولي لتطوير السيارات.

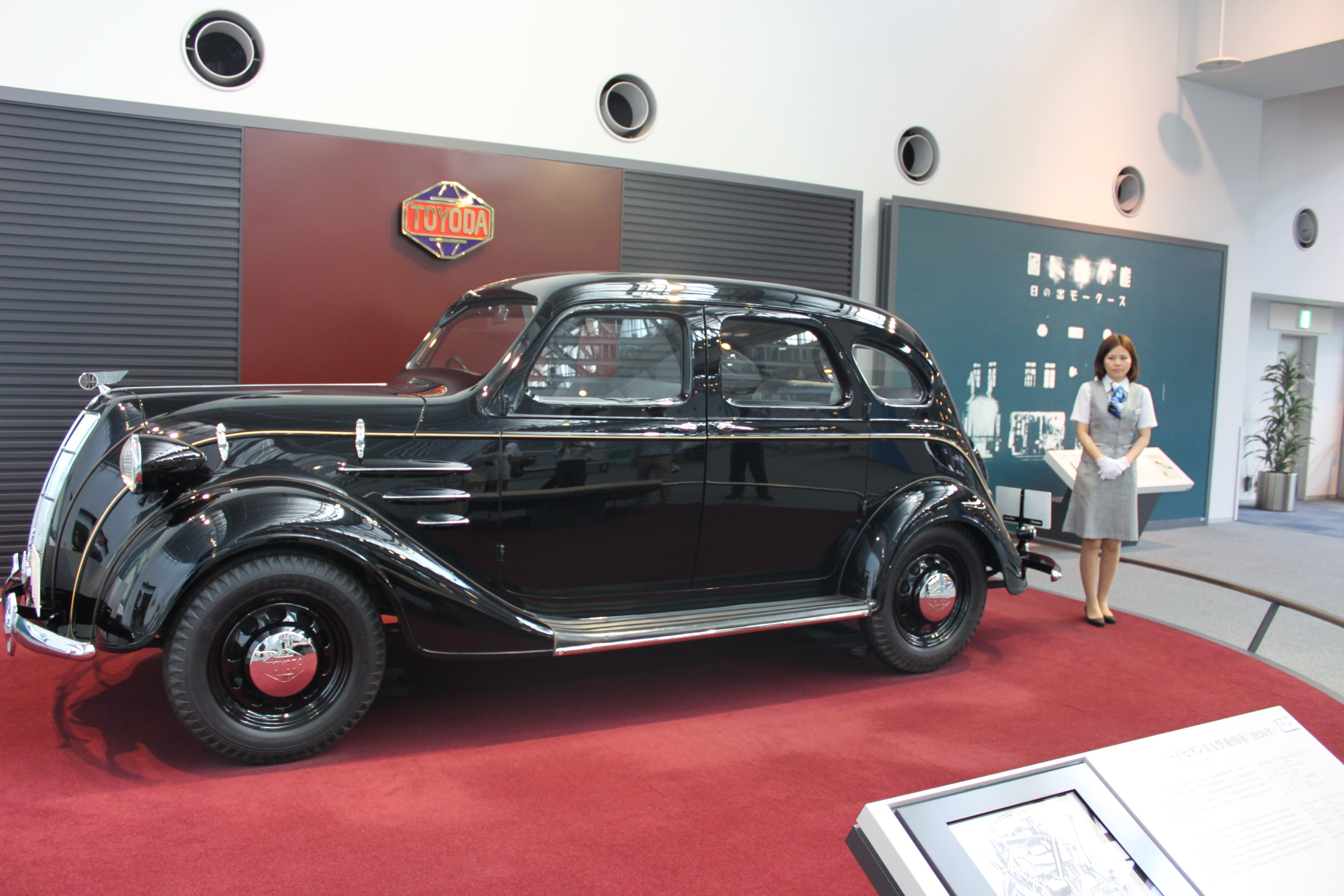
تويودا ستاندرد سيدان آيه آيه 1936

بدأ إنتاج سيارات تويوتا في عام 1933 كقسم من صناعات تويوتا المخصصة لإنتاج السيارات تحت إشراف نجل المؤسس، كيشيرو تويودا. كانت أولى مركباتها هي سيارة الركاب آيه 1 والشاحنة جي 1 في عام 1935. تأسست شركة تويوتا للسيارات كشركة مستقلة في عام 1937، وتم بيع السيارات في الأصل تحت اسم «تويودا» (ト ヨ ダ)، من اسم العائلة لمؤسس الشركة، كيشيرو تويودا. في أبريل 1936، تم الانتهاء من تصنيع أول سيارة ركاب في تويودا وهي الموديل آيه آيه. كان سعر البيع 3350 يناً، أي أقل بـ 400 ين من سيارات فورد أو جنرال موتورز.
وفي سنة 1910م اضطر ساكيشي إلى الاستقالة نتيجة ميزانية الأبحاث الضخمة وأُلقي اللوم عليه بخصوصها لما سببته من عجز مالي للشركة. وفي نهاية عام 1910م وبعد خيبة الأمل التي تعرض لها من تجربته في شركة النسيج، زار ساكيشي الولايات المتحدة ليقف على آخر ما توصلت إليه من تطور في الصناعة خاصة في مجال صناعة السيارات ومنذ ذلك الحين جذبت السيارات انتباهه وصار حلمه أن تنتشر أيضاً في اليابان. بقيت صناعة حياكة النسيج تشكل أهم عمل لساكيشي لبضعة سنوات، وما أن رجع إلى اليابان حتى فتح ورشة جديدة وحرص على إيجاد طرق جديدة لتحسين الإنتاج مواصلاً أبحاثه، وبما أنه كان يهدف إلى تطوير أعماله وتوسيعها، فقد احتاج إلى رأس مال إضافي لذا استعان بصديقه «اشيزو كوداما» الذي كان يعمل مديراً في أحد مصانع ميتسوي الذي وفر له التمويل الضروري.
وفي سنة 1920م، تخرج كيشيرو تويودا، ابن ساكيشي، من الجامعة وانضم إلى فنيين الشركة. وبعد أربع سنوات، تمكن ساكيشي تويودا من إكمال تطوير أول محرك آلي لحياكة النسيج في اليابان مما أسهم في تحديث عملية حياكة النسيج. ومنذ ذلك الحين اشتُهر ساكيشي بدرجة كبيرة في اليابان باسم مخترع آلة اليابان، ونال اختراعه تقديراً منقطع النظير وحصد العديد من الجوائز داخل اليابان وخارجها. أدى هذا الاختراع إلى زيادة الإنتاج بأربعة أضعاف، وانخفضت التكلفة نحو 50% ونظراً لأهمية النتائج المترتبة يعدّ ساكيشي تويودا من الشخصيات الهامة التي كان لها دور فعال في النهوض بالصناعة اليابانية.
تأسست شركة «أعمال تويودا للنسيج الآلي» عام 1926م، وبدأ كيشيرو تويودا عمله معها في الورش. وبحلول سنة 1929م، حصل والد كيشيرو على مبلغ مادي كبير يُقارب 100 ألف جنيه استرليني جراء بيعه حقوق براءة اختراع آلة النسيج الآلية إلى شركة بريطانية معروفة، فقدمه إلى ولده كيشيرو طالباً منه استغلاله لعمل الأبحاث الضرورية لإنتاج أول سيارة يابانية، وفي نفس العام سافر كيشيرو تويودا إلى الولايات المتحدة الأمريكية وإلى أوروبا لدراسة صناعة السيارات. تُوفي ساكيشي تويودا عام 1930م، وكان كيشيرو قد وَرث حب العمل وخاصةً الأدوات الميكانيكية والمواظبة على الأبحاث من أجل الإبداع كما أبقى في ذاكرته قصص والده عن السيارات التي شاهدها في الولايات المتحدة. لم ينس كيشيرو ما قاله والده له: «مساهمتي في مستقبل اليابان كانت في حياكة النسيج وأريدك أن تقدم مساهمتك في مجال السيارات».
حلم كيشيرو كثيراً باليوم الذي سيتم فيه إنتاج السيارات في مصنع عائلته وكرّس حياته من أجل صناعة السيارات. وكان عازماً على إنتاج سيارة مُصنعة كلياً في اليابان، وكان من أهم أهدافه تصنيع هذه السيارة للناس بسعر مقبول وبأداء جيد وأن تكون اقتصادية، وبدأ أبحاثه في محركات البنزين في نفس العام. وفي سنة 1933م، قامت أعمال تويودا للنسيج الآلي بإنشاء فرع لها متخصص في صناعة السيارات تحت إدارة ابن المؤسس. شُجعت تويودا للنسيج الآلي لتطوير السيارات من قِبَل الحكومة اليابانية التي كانت في أشد الحاجة لإنتاج سيارة محلية لكثرة ديونها العالمية، وكذلك لحربها مع الصين.

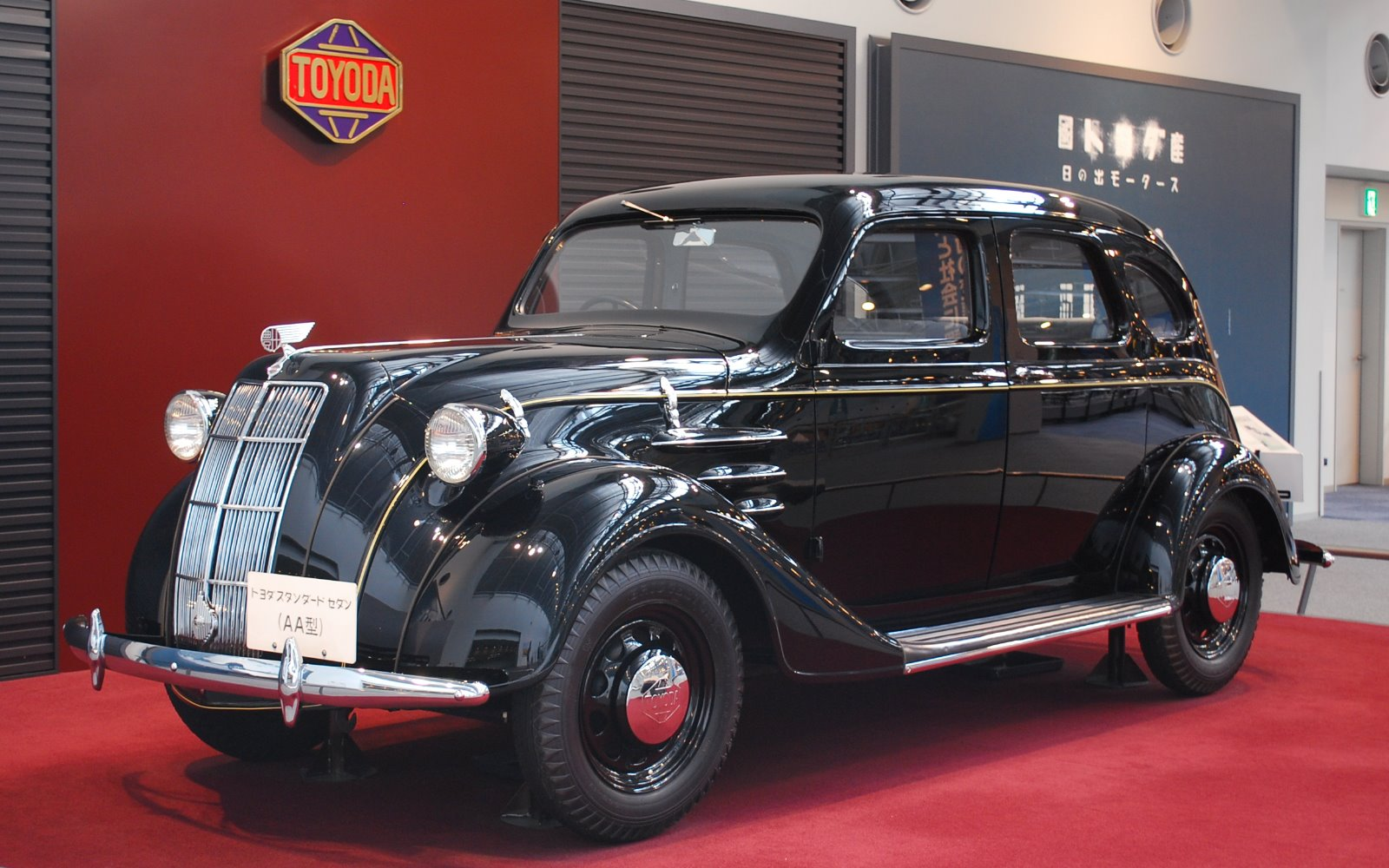
طراز AA من سنة 1936، أثناء عرضه بمعرض تويوتا التاريخي.

أنتج الفرع أول محرك له من طراز A عام 1934م، وقد استُخدم هذا المحرّك في أول طراز اختباري للشركة وهو سيارة ركاب طراز A1، وذلك في مايو من عام 1935م، لكن لم يتم إنتاجها نظراً لضعف اقتصاد اليابان والحاجة لمركبات نقل لظروف الحرب فكانت الشاحنة G1 هي أول إنتاج لتويوتا في أغسطس من نفس السنة، ثم بدأ إنتاج سيارة الركاب طراز AA عام 1936م. أظهرت المركبات الأولى تشابهًا كبيراً مع الشاحنة دودج باور واجن ومع الشيفروليه، بسبب تطابق بعض الأجزاء تماماً مع أصولها الأمريكية. وبحلول عام 1937م، أُسست الشركة كشركة مستقلة، وتم تغيير اسم الشركة من تويودا إلى تويوتا للفصل بين أعمال الأب والابن.

### عقد 1940

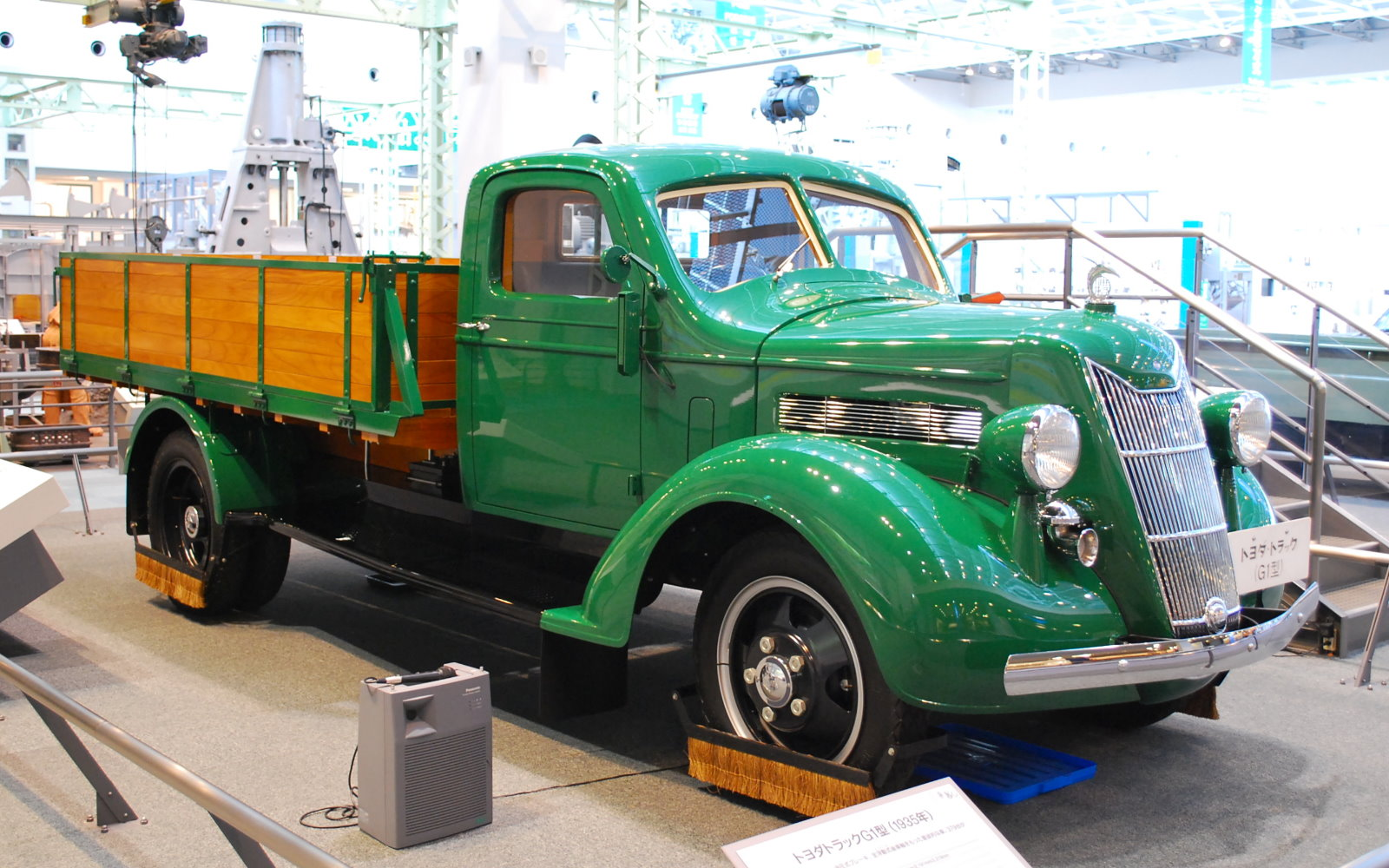
الشاحنة G1 التي تعدّ أول إنتاج لتويوتا ومنها تم اقتباس عدة طرازات مثل KB، KC وKCY.

خلال الحرب العالمية الثانية، كرّست الشركة نفسها لإنتاج الشاحنات لإمداد الجيش الياباني، ومع وجود العجز الشديد في اليابان، أُنتجت الشاحنات على أبسط ما يكون، فمثلاً كانت تمتلك الشاحنات كشاف أمامي واحد في منتصف غطاء المحرك وتم استخدام كوابح خلفية فقط، من هذه الطرازات: KB، KC وKCY.
قامت تويوتا بإنشاء عدد من الشركات لصناعة أجسام وقطع غيار السيارات وغيرها مثل «تويودا سيكو المحدودة» المعروفة الآن بأعمال آيتشي للتسليح المحدودة وغيرها من الشركات التي تشترك معظمها الآن في اسم تويوتا وتسمى جميعها بمجموعة تويوتا.
بعد انتهاء الحرب، وتحديداً في سنة 1947م، بدأ إنتاج سيارات الركاب بطراز SA التي كانت بداية لسلسلة سيارات، عُرفت بالفئة S.

### عقد 1950
أُنشأت شركة تويوتا لتجارة السيارات كشركة مستقلة عام 1950م، واستمرت قائمة حتى يوليو من سنة 1982م. وبعد سنة من إنشاء الشركة سالفة الذكر، بدأت الشركة في إنتاج الطراز ذو الدفع الرباعي «لاند كروزر»، والذي ما زال إنتاجه مستمرًا حتى اليوم ويعدّه الكثير حول العالم بمثابة السيارة الرائدة في فئة الدفع الرباعي 4×4 من حيث الأداء والكفاءة، ويعدّ ذلك بمثابة نجاح كبير لكيشيرو تويودا، مؤسس شركة تويوتا، الذي توفي عام 1952م عن 57 عاماً.
أُنشأت سلسلة موزعين لتويوتا في شهر إبريل من سنة 1956م، وفي العام التالي أصبحت سيارة «تويوتا كراون» أول سيارة يابانية تُصدر للولايات المتحدة. وافتُتحت فروع تويوتا الولايات المتحدة وتويوتا البرازيل عام 1958م.

### عقد 1960
خلال هذا العقد، بدأت تويوتا في التوسع بأبحاث وتطويرات هائلة حيث اكتمل مبنى شركة معامل تويوتا للأبحاث والتطوير عام 1960. كما استمرت في إنشاء سلسلة مصانعها لتلبية متطلباتها، كما تم افتتاح سلسلة موزعين لسياراتها وخصوصاً موزعين بابليكا، التي تسمى الآن بموزعين كورولا. وفي هذه الفترة تم إنتاج السيارة العاشرة بعد المليون.
أُنشئ فرع للشركة في تايلاند عام 1962م، وفي السنة التالية، دخلت تويوتا السوق الأوروبية وبدأت مبيعاتها بالدنمارك. كما تم إنشاء أول مبنى لتويوتا خارج اليابان في بورت ملبورن بأستراليا في إبريل من العام ذاته. وفي سنة 1965م تمت مشاركة شركة تويوتا مع شركتيّ هينو ودايهاتسو، وفي السنة التالية، بدأ إنتاج الطراز التاريخي «كورولا» الذي حقق لاحقاً عدة أرقام قياسية في المبيعات وبدأ تصديرها إلى معظم دول العالم.

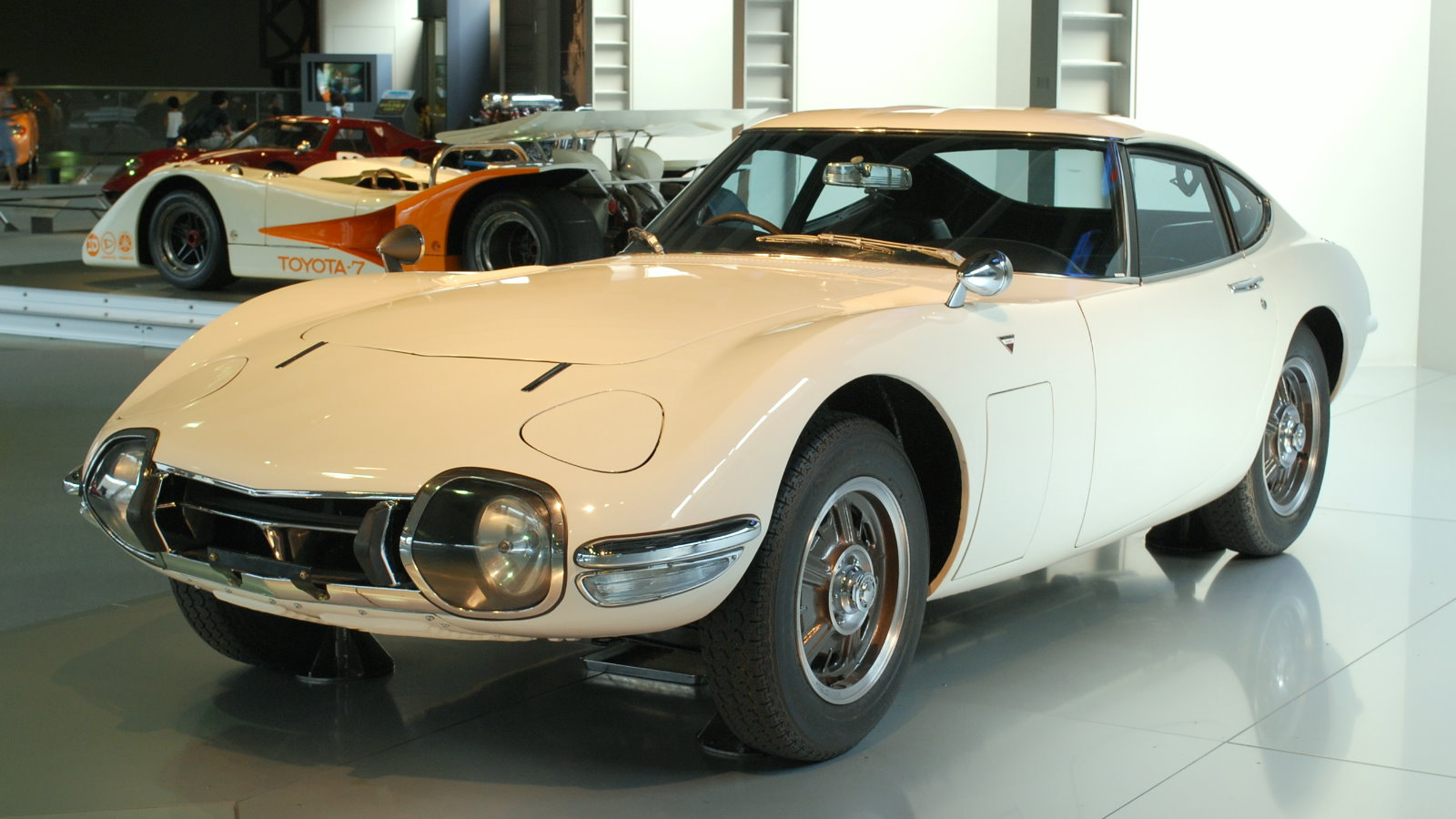
طراز 2000 GT من عام 1967، التي غيرت نظرة العالم عن السيارات اليابانية.

بدأت الشركة بالاهتمام بالسيارات الرياضية في عام 1967م، وذلك بإنتاجها لطراز 2000 GT في الوقت الذي كانت فيه السيارات الرياضية الأمريكية هي المسيطرة على الأسواق في هذه الفئة، إلا أنه سرعان ما أنهت الشركة إنتاجها عام 1970م، حيث أنها لم تبع سوى 337 سيارة، ولكنها كانت بذرة جيل جديد من السيارات الرياضية المستوحاة من طراز 2000 GT مثل طرازات سيليكا، سوبرا، وMR2.
وصل حجم الإنتاج الشهري في مصانع اليابان بحلول شهر أكتوبر من عام 1968م إلى 100 ألف وحدة، وفي ديسمبر بلغ حجم الإنتاج السنوي المحلي الإجمالي مليون وحدة. وفي السنة التالية تم افتتاح مكتب شركة تويوتا للمبيعات في العاصمة البلجيكية بروكسل، ووصل إجمالي صادرات تويوتا إلى مليون وحدة.

### عقد 1970

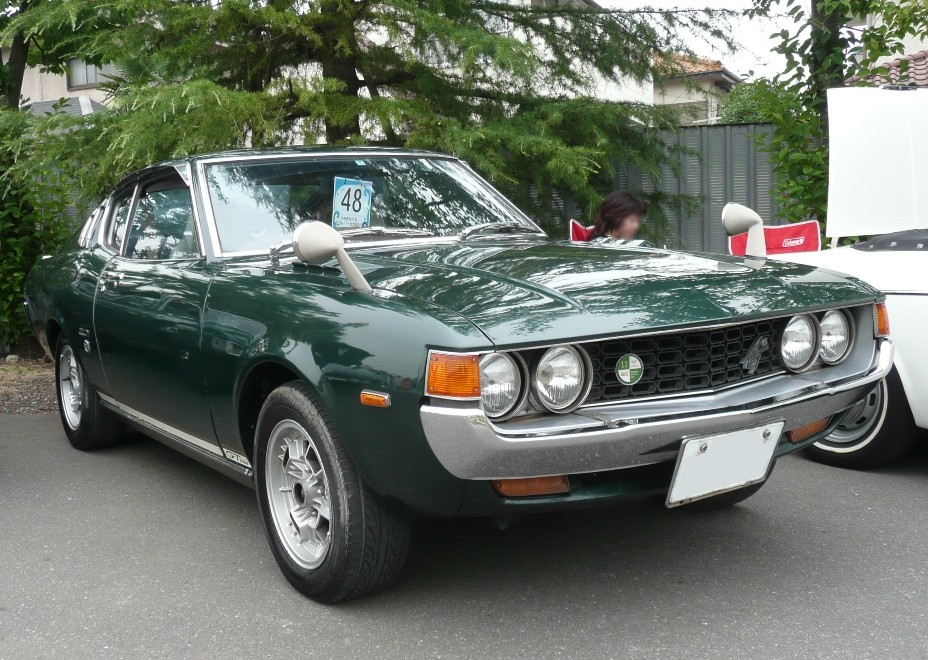
الجيل الأول من طراز سيليكا التي بدأ إنتاجها عام 1970.

بدأ إنتاج السيارة الرياضية سيليكا والتي كانت مستوحاه من سابقتها 2000 GT في عام 1970م.وبعد سنتين حدث ارتفاع مطّرد في أداء تويوتا إذ بلغ إجمالي الإنتاج داخل اليابان في مطلع هذا العام 10 ملايين وحدة، وانتهى العام ببلوغ الإنتاج الشهري 200 ألف وحدة وحجم إجمالي الإنتاج السنوي مليوني وحدة. وفي عام 1973م، بدأ إنتاج السيارة العائلية «كريسيدا» التي لاقت نجاحاً ساحقاً خصوصاً في اليابان والخليج العربي. وفي نفس العام أسست تويوتا شركة كالتي (كاليفورنيا تويوتا) للأبحاث التصميمية في ولاية كاليفورنيا الأمريكية. وفي سنة 1975 أُسندت رئاسة الشركة إلى سييتشي كاتو.
افتتح فرع لتويوتا في مصر عام 1979م، وكانت من أوائل الطرازات المطروحة بالسوق: لاند كروزر وكورولا، وفي نفس العام بدأ إنتاج السيارة الرياضية «سوبرا» والتي بدأ إنتاجها العالمي عام 1998م وانتهى عام 2002م في اليابان. في نفس العام بلغ الحجم الإجمالي للصادرات 10 ملايين وحدة. وقام سادازو ياماموتو بخلافة كاتو في رئاسة الشركة.

### عقد 1980
افتتحت تويوتا عام 1980م أول مركز خدمة في الصين بعاصمتها بكين. وفي نهاية العام ارتفع المعدل الإجمالي للإنتاج المحلي إلى 3 ملايين وحدة، كما تولى شويتشيرو تويودا رئاسة الشركة. دخل طراز كامري طور الإنتاج بطراز مستوحى من سيليكا ثم تلاه الجيل الأول من كامري عام 1982م، وفي تلك السنة، تم دمج «شركة تويوتا للسيارات» و«شركة تويوتا لتجارة السيارات»، وإعلن عن ولادة شركة جديدة ناتجة عن الدمج هي «شركة تويوتا للسيارات»، وفي الشركة الجديدة أُسند منصب رئيس مجلس الإدارة إلى اييجي تويودا ومنصب نائب رئيس مجلس الإدارة إلى شيغينوبو ياماموتو والرئاسة التنفيذية إلى شويتشيرو تويودا.

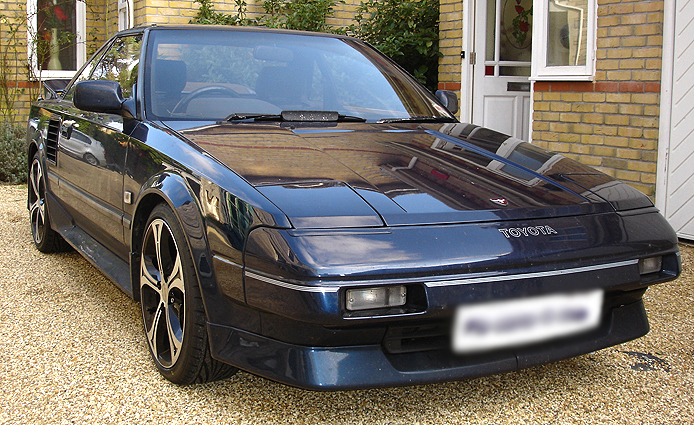
الجيل الأول من طراز MR2 الذي بدأ إنتاجه عام 1984 وانتهى عام 2007.

بدأت الشركة بإنتاج السيارة الرياضية MR2 في عام 1984م، كما تم في العام ذاته تأسيس «نومي» (NUMMI - الشركة الجديدة المتحدة لتصنيع السيارات) في الولايات المتحدة كمشروع مشترك بين تويوتا وشركة جنرال موتورز مستخدمين مصنعاً لجنرال موتورز كان مغلقاً لعدة سنوات.
تأسست شركة تويوتا لتصنيع السيارات في كل من الولايات المتحدة وكندا في عام 1986م. وفي سنة 1989م، أنشأت شركة تويوتا فرعاً جديداً متخصص في إنتاج السيارات الفاخرة وسُمي «بلكزس» التي بدأ إنتاجها في نفس العام وبدأ تصديرها إلى جميع أنحاء العالم.

### عقد 1990

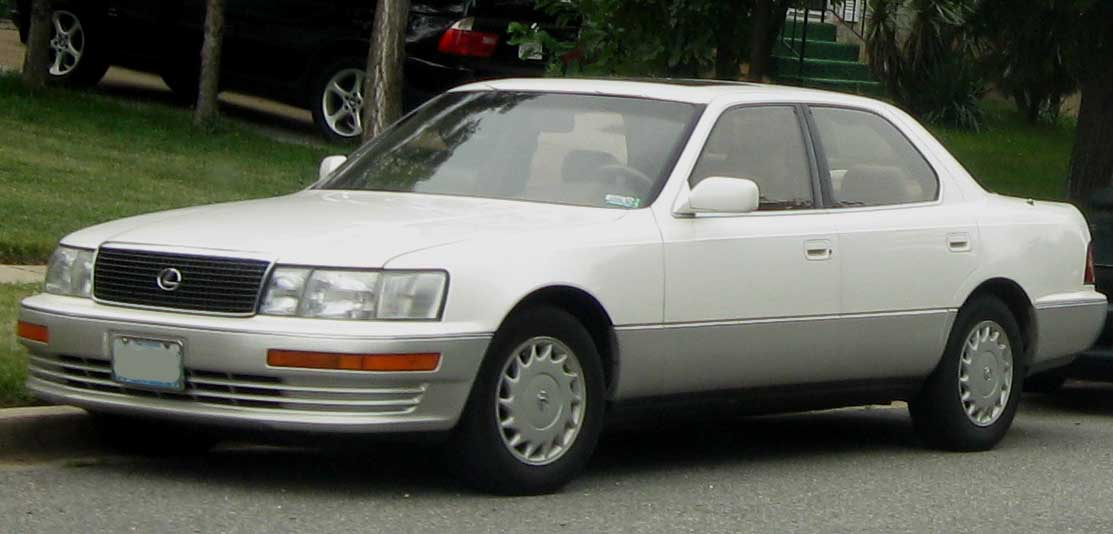
طراز لكزس LS 400 الذي يعدّ أول إنتاج لفرع تويوتا الفاخر لكزس الذي تم إنشائه عام 1989.

تولى تاتسورو تويودا منصب الرئيس التنفيذي في عام 1992م، وابتدأ تصنيع سيارات تويوتا في بريطانيا، فبلغ إجمالي الإنتاج المحلي 80 مليون وحدة بعد سنة واحدة. خلف «هيروشي أوكودا» تاتسورو تويودا في منصبه عام 1995م.
اتجهت الشركة في سنة 1997م نحو إنتاج السيارات صديقة البيئة والاقتصادية جداً في استهلاك الوقود بإطلاقها أول سيارة هجينة وهي «تويوتا بريوس» والتي تحوي محركين، أحدهما كهربائي والثاني يعمل بالبنزين ولاقت السيارة نجاحاً جيداً ما زال مستمرًا حتى اليوم. بدأت تويوتا إنتاج السيارات في ميناء تيانجين بالصين عام 1998م، وفي عام 1999م تم إطلاق طراز «إيكو» الصغير. وفي نفس العام تولى هيروشي أوكودا رئاسة مجلس الإدارة وفوجيو تشو منصب الرئيس التنفيذي، وأصبح شويتشيرو تويودا رئيسًا شرفيًا للشركة.

### عقد 2000

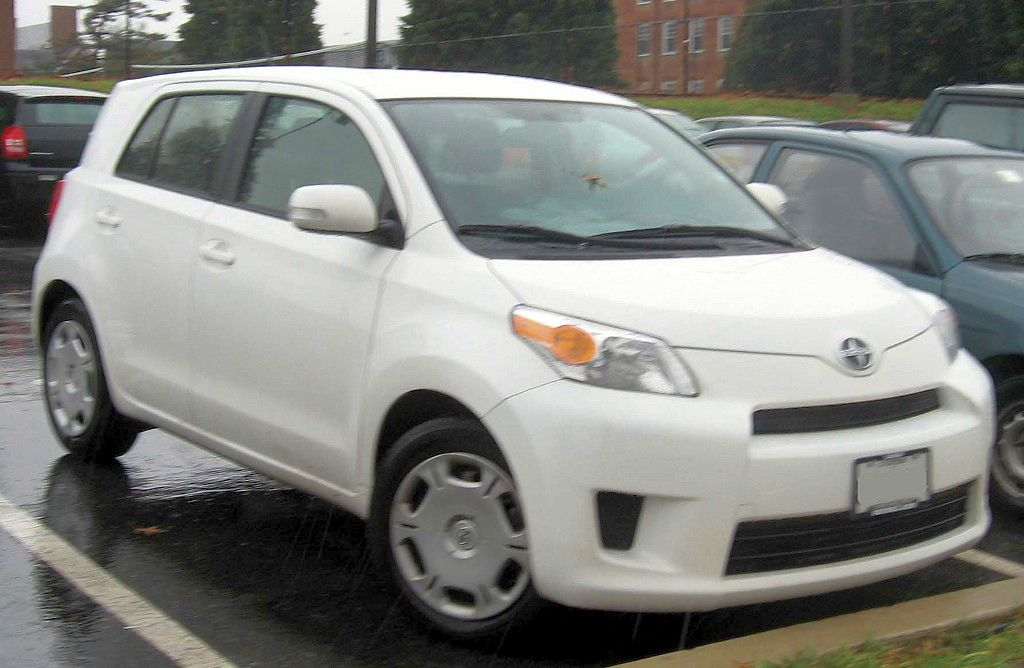
سايون إكس دي، إحدى طرازات فرع سايون الموجة لفئة الشباب.

افتتحت الشركة هذا العقد بالبدأ بتصنيع سياراتها بفرنسا، في عام 2001م، وبعد ذلك بسنة تم تأسيس بضعة فروع جديدة شملت: فرع سايون في كاليفورنيا بالولايات المتحدة الأمريكية، تويوتا بيجو ستروين للسيارات بالتشيك، تويوتا لصناعة السيارات ببولندا وشركة تيانجين تويوتا للسيارات بالصين. وفي سنة 2003م تم تأسيس مصانع لسيارات تويوتا بكل من ولايتي ألاباما وتكساس الأمريكيتان.
بدأت الشركة بإنتاج طراز «أيجو» عام 2005م، إلى بجانب طرازي بيجو 107 وستروين سي 1 كتعاون مشترك بينها وبين شركة بيجو ستروين بجمهورية التشيك، كما بدأ تصنيع سيارات تويوتا في روسيا خلال العام ذاته. بدأ إطلاق طرازات لكزس باليابان بعدما كانت مخصصة للتصدير خارج اليابان وكانت طرازات تويوتا تحوي نظائر مشابهة لطرازات لكزس الفاخرة وكانت مخصصة للبيع داخل اليابان إلا أن إنتاجها توقف مع دخول طرازات لكزس للسوق اليابانية عام 2005م.
وبحلول عام 2007م، كانت الشركة قد تربعت على عرش مبيعات السيارات في العالم إذ تجاوزت أرقام مبيعاتها مبيعات الشركة الأولى في العالم، وهي شركة جنرال موتورز الأمريكية. وفي سنة 2008م، احتفلت تويوتا بعيدها الخمسين بالولايات المتحدة. أعلنت الشركة عن صافي خسارتها السنوية بتاريخ 8 مايو سنة 2009، والذي وصل إلى 4.2 مليار دولار أمريكي، لتكون بذلك إحدى شركات السيارات العديدة التي تأثرت بالأزمة الاقتصادية العالمية لسنة 2008. قامت الشركة بسحب أكثر من 8 ملايين سيارة وشاحنة حول العالم بدأً من شهر نوفمبر من سنة 2009 حتى الربع الأول من عام 2010، لعيوب مختلفة فيها، وأوقفت عملية الإنتاج والبيع لفترة من الزمن ريثما تطهر صورتها أمام المستهلكين. استجوب مدير المبيعات الأمريكي، جيمس لنتز، من قبل لجان الكونغرس المختصة بالرقابة والتحقيق بتاريخ 23 فبراير 2010، لمعرفة سبب سحب الشركة للأعداد الهائلة من السيارات في الولايات المتحدة. وفي 24 فبراير من نفس السنة، استدعي المدير التنفيذي للشركة، آكيو تويودا، للإدلاء بشهادته أمام اللجان. وفي السادس من أبريل طالبت الحكومة الأمريكية شركة تويوتا بدفع غرامة قدرها 16.375 مليون دولار أمريكي لتقاعسها عن إعلام إدارة سلامة المرور على الطرق السريعة بالعيوب التي جاءت بمنتجاتها وكان من شأنها أن تهدد حياة الناس. وفي الثامن عشر من مايو، دفعت الشركة الغرامة سالفة الذكر دون أن تقرّ باقترافها لخطأ. أفاد منتدب رئيس مجلس إدارة تويوتا، «تاكاهيكو لجيشي»، أن تكلفة سحب المنتجات من الأسواق في تلك السنة المالية، التي انتهت في شهر مارس 2010، وصلت إلى 1.93 مليار دولار أمريكي (180 مليار ين ياباني).

## التسمية والشعار

### الاسم

كلمة "تويودا" باليابانية.

كلمة "تويوتا" باليابانية.

كانت المركبات تُباع تحت اسم «تويودا»، وهو اسم عائلة مؤسس الشركة «كيشيرو تويودا»، لكن ريسابورو تويودا، الذي تزوج من العائلة ولم يكن يحمل الاسم، فضّل استخدام تسمية «تويوتا» لأنها أسهل كتابةً في اللغة اليابانية، ومظهرها أبسط وتُسمع أفضل بحرفيّ «تاء». لفظ «تويودا» يعني حرفياً «حقل الأرز الخصيب»، لذا كان تغيير الاسم أفضل حتى تُنسى العلاقة بين الاسم والزراعة القديمة.
وفي عام 1937م، تم تسجيل الاسم الجديد «شركة تويوتا للسيارات» بشكل رسمي، وبحلول سبتمبر من سنة 1947م، كانت سيارات تويوتا المتوسطة الحجم تُباع تحت اسم «تويوبت» وكانت أول سيارة تُباع تحت هذا الاسم تويوبت SA إلى أن اقتحمت الشركة السوق الأمريكية بالسيارتين تويوبت كراون وتويوبت كورونا، ولكن لم يلق الاسم استحسان الناس لأنه قريب من (Toy ← لعبة) و(pet ← حيوان منزلي)، واستمر هذا الاسم حتى منتصف عقد الستينات من القرن العشرين.

أول شعار لتويوتا وهو الفائز من بين 27000 شعار تقدموا للمسابقة.

استمر اسم «شركة تويوتا للسيارات» حتى يوم 8 يناير عام 2008م، حيث أزالت الشركة كلمة «للسيارات» من الاسم لتصبح «شركة تويوتا» (بالإنجليزية: Toyota Corporation)، وكذلك قامت بنقل كلمة شركة من آخر الاسم باللغة اليابانية لتضعه في أوله.

### الشعار
في شهر سبتمبر من عام 1936م، أقامت الشركة مسابقة لتصميم شعار جديد للشركة. من بين 27000 شعار، كان الفائز هو الشعار ذو الحروف الثلاثة اليابانية «كاتاكانا لتويودا» داخل دائرة. كان طراز تويوتا AA هو أول طراز يحمل اسم وشعار تويوتا الجديد الذي استمر حتى عام 1989م، عندما أتت الحاجة لشعار جديد مع توسع تويوتا ومع إنشائها لفرع لكزس الفاخر، لذا تحول شعارها إلى الشعار الحالي البيضاوي الذي يتكون من ثلاث إهليجيات: اثنان متعامدان بالمنتصف داخل إهليج كبير يحتويهما. حملت بعض طرازات تويوتا شعارات خاصة بها مثل طرازات كريسيدا، كراون، ومارك إكس.

## التطور

### الروح الجديدة

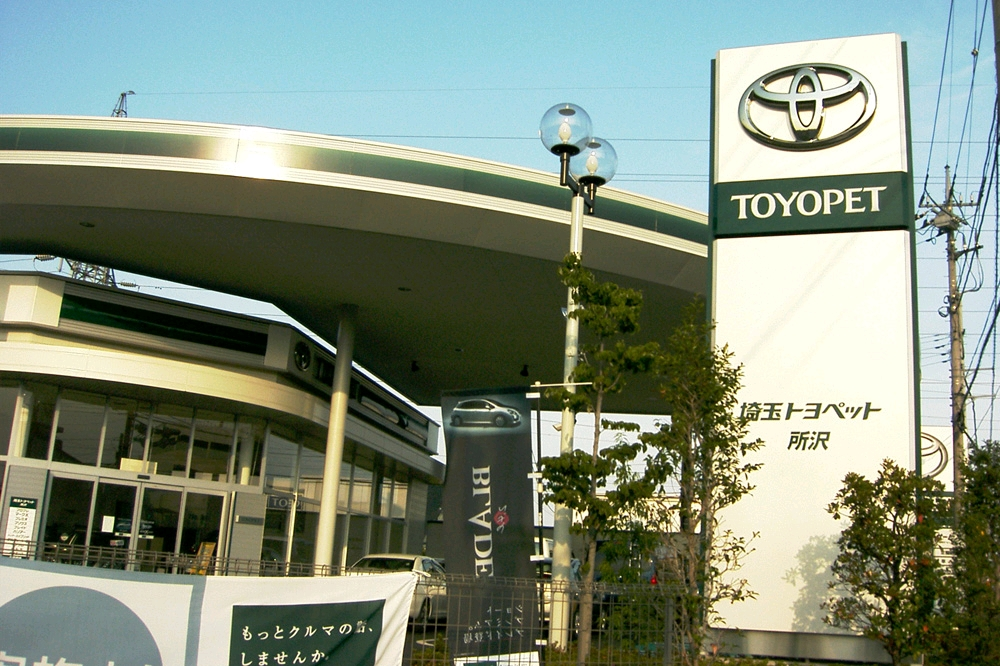
أحد موزعي تويوتا الذي ما زال يحمل اسم تويوبت بمنطقة سائيتاما باليابان.

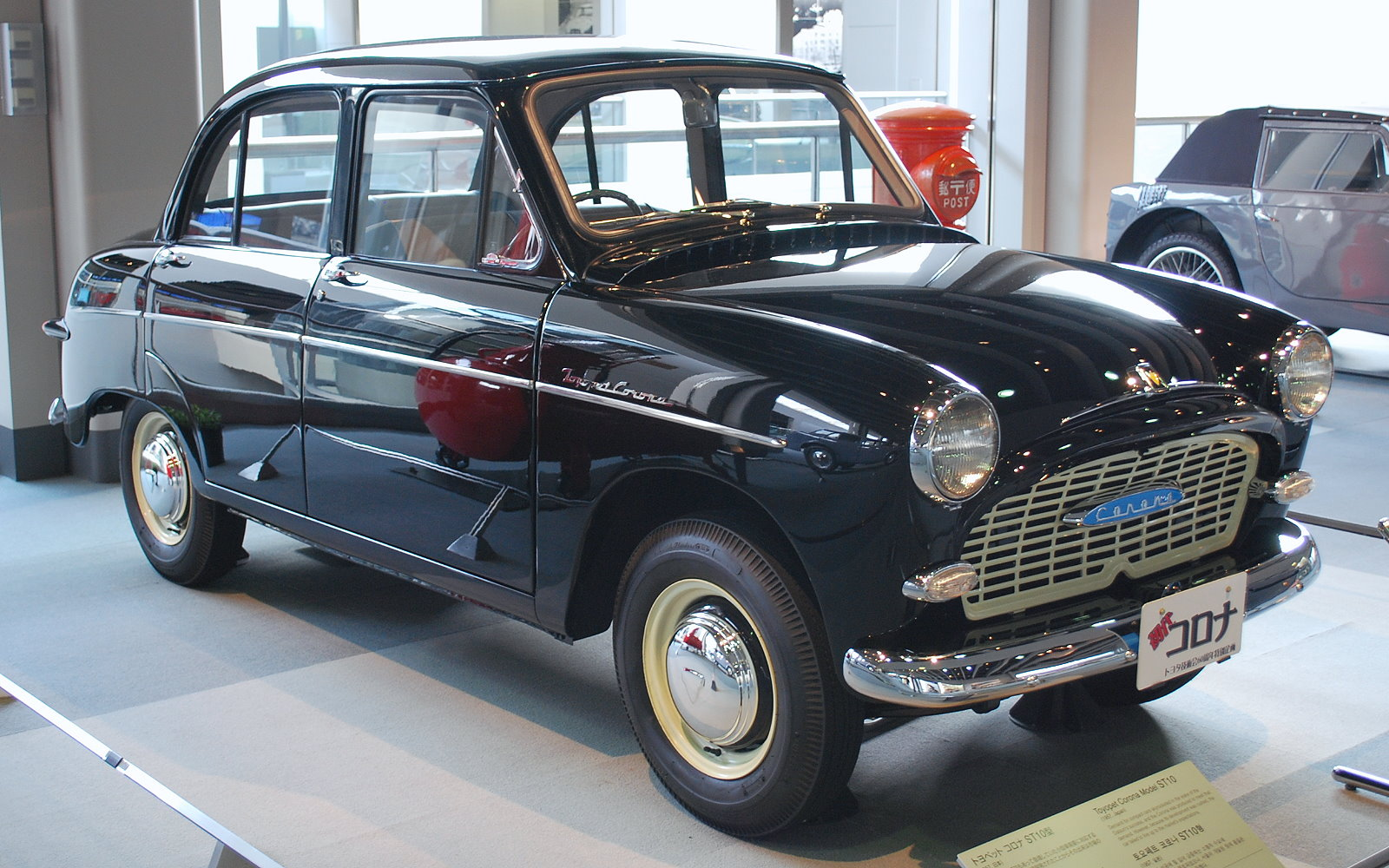
طراز كورونا الذي بدأ إنتاجه عام 1957.

قام كل من إيجي تويودا وشوإيتشي سائيتو والذَين حلا محل كيشيرو تويودا على رأس الشركة بالاستثمار في شراء وحدات تصنيع جديدة وفعالة لتصنيع سيارات متطورة في وقت قياسي. وضعت الشركة نُظم تموين جديد (كانيان)، عام 1954م، استُوحِي من النظام التي كانت تقوم عليه محلات التموين الكبرى آنذاك، وكان النظام يهدف إلى تخزين كميات معتبرة من القطع المصنعة التي تقتنيها لاستعمالها عند الحاجة. قامت تويوتا في الخمسينات من القرن العشرين بإطلاق العديد من النماذج لسياراتها في الأسواق، كان من أشهرها لاند كروزر ذات الدفع الرباعي عام 1951م، كراون عام 1955م، وكورونا عام 1957م. واصلت الشركة سياستها خلال الستينات في إنشاء مصانع جديدة حتى تُلبي الطلب المتزايد على السيارات الاقتصادية. لاقى طراز كورولا نجاحاً كبيراً عندما تم إطلاقها عام 1966م وامتد النجاح ليشمل دولاً عديدة في العالم.
أصبحت تويوتا عام 1970م رابع أكبر مُصنّع للسيارات في العالم.
أدت أزمة النفط عام 1973م، بسبب حرب العرب مع إسرائيل وقطع النفط عن الولايات المتحدة، أدّت إلى توجه السوق الأمريكية إلى السيارات الأصغر التي تستهلك وقوداً أقل، واعتبرها الأمريكيون أنها الاتجاه المقبل لصناعة السيارات. اعتمد صُنّاع السيارات الأمريكية على تقليل جودة السيارة للمحافظة على تقليل سعرها، من جهة أخرى كان اهتمام اليابانيون بالسيارة الاقتصادية كبيراً جداً وخصوصاً من ناحية الجودة والكفائة مما جعل لعلامات يابانية مثل تويوتا، نيسان وهوندا، مكاناً كبيراً في السوق الأمريكية في السبعينات.

## فلسفة تويوتا
- اعتمدت تويوتا في الإدارة على سياسة (فلسفة) مصدرها من أصول الشركة والتي تتمركز في 4 نقاط أساسية:

| 1. التفكير بنظرة مبعدية كأساس في اتخاذ القرارات. 2. العملية في طريقة حل المشاكل. | 3. الارتقاء بالمنظمة بتأهيل وتطوير أُناسها. 4. إدراك أن استمرار حل المشاكل من جذورها يدفع المنظمة للتعلم. |

### نظام إنتاج تويوتا
- سياسة تويوتا تتضمن نظام إنتاج تويوتا وهو بالتفصيل كالتالي:

| 1. تأسيس قرارات الإدارة على فلسفة طويلة المدى حتى لو كان على حساب أهداف قصيرة المدى. 2. العمل على استمرار تدفق العمليات للصعود بالمشاكل للسطح. 3. استخدام نظام السحب لتفادي زيادة الإنتاج عن المطلوب. 4. تقييم ضغط العمل. 5. بناء مناخ من التوقف لحل المشاكل وذلك للحصول على أفضل النتائج عند الاستمرار. 6. الأعمال القياسية هي نبع دعم وتطوير العامل. 7. استعمال التحكم المرئي، مما يؤدي لاختفاء المشاكل المخفية. | 8. استخدم التقنية المختبرة بدقة والموثوق بها فقط والتي تخدم أُناسك وأعمالك. 9. إعداد القادة الذين يفهمون العمل كلياً وعاشوا الفلسفة وعلّموها للغير. 10. تطوير المميزين والفرق الذين اتبعوا سياسة الشركة بدقة. 11. احترم شبكتك من الممولين والشركاء بتحديهم ومساعدتهم على التطور. 12. اذهب وانظر لنفسك حتى تفهم الموقف كلياً (جينشي جينبوتسو). 13. اتخاذ القرارات بتأن وبإجماع الآراء، وعند الأخذ بالاعتبار كل الخيارات اتخذ قرارك سريعاً. 14. رد الفعل القاسي والتطور المستمر يجعلك منظمة تعليمية. |

### أحداث ونتائج
- شهد عام 1980م تحولاً كبيراً في عالم صناعة السيارات فقد تفوقت اليابان لأول مرة على الولايات المتحدة لتصبح أكبر مصنع للسيارات في العالم. قامت شركة تويوتا والتي أصبحت ثاني أكبر مصنع بعد جنرال موتورز الأمريكية بالتحالف مع غريمتها عام 1984م لإنشاء وحدات إنتاج جديدة في مدينة «لكسنتن» في ولاية كنتاكي.[74]
- بدأت تويوتا في التسعينات بالتوسع بدلاً من السيارات الصغيرة فقط إلى إضافة سيارات أكبر حجماً وأكثر فخامة لخطوط إنتاجها. تمثل ذلك في فرع لكزس المتخصص في السيارات الفاخرة والذي بدأ عام 1989م. وتضمن أيضاً سيارة النقل T100 والتي تم إعادة تصميمها لتصبح لاحقاً تندرا، كما تعددت سياراتها ذات الدفع الرباعي مثل 4 رنر وهايلاندر وظهور النسخة الرياضية من طراز كامري وهي كامري سولارا. كما بدأت عام 1997م بإنتاج أول وأفضل سيارة هجينة مبيعاً في العالم وهي بريوس.[27][51][52][75][76][77][78][79][80][81][82]
- تبع ذلك افتتاح فرع سايون في عام 2002م والتي تضم عدة طرازات متنوعة وأصبح بعضها رياضياً لاحقاً وهي موجهه إلى فئة الشباب.
- تُرتّب تويوتا وفرعيها لكزس وسايون قرب القمة في استفتائات معايير الجودة.[83]
- تُعتبر تويوتا الأولى عالمياً من ناحية إنتاج السيارات الذي قارب العشرة ملايين وحدة سنوياً. وبلغ عدد العاملين بها إلى 316121 عامل، وتبيع في أكثر من 170 دولة حول العالم.
- وفي العام 2023 تصدرت مبيعات تويوتا المركز الأول على العالم لتسجل رقماً قياسياً بلغ 11.2 مليون سيارة.[84]

## أعمال واقتصاد
يقع مقر تويوتا الرئيسي في كل من ناغويا، تويوتا، وكلاهما بمحافظة آيتشي، وطوكيو باليابان. ويقوم فرعها تويوتا للخدمات المالية بالتعامل والمتاجرة في أوجه أخرى من الأعمال.
تمتلك شركة تويوتا أسماء تجارية أخرى وهي لكزس، سايون وهينو، والشركة هي جزء من مجموعة تويوتا. تمتلك تويوتا الحصة الكبرى من دايهاتسو والتي تبلغ أكثر من النصف، وتمتلك الشركة 8.7% من سوبارو (فوجي للصناعات الثقيلة)، وتمتلك أيضاً 5.9% من إيسوزو للسيارات المحدودة. لتويوتا حصة كبيرة في السوق بالولايات المتحدة ولكن حصة صغيرة بأوروبا، وتبيع أيضاً بإفريقيا والشرق الأوسط وهي رائدة السوق بأستراليا، كما تمتلك أجزاء جيدة من أسواق جنوب شرق آسيا بسبب فرع دايهاتسو.
تكافح تويوتا في حصتها بالسوق بأوروبا حيث أن علامتها «لكزس» امتلكت 0.3% من حصة السوق فقط عام 2006، بالمقارنة تبلغ حصتها حوالي 2% من السوق بالولايات المتحدة وبذلك تعدّ رائدة قطاع الفخامة في الولايات المتحدة. في الربع الأول من عام 2007م صرحت تويوتا ودايهاتسو بمبيعات بلغت 2.348 مليون وحدة، ارتفعت علامات تويوتا بنسبة 9.2% وذلك بسبب طرازي كامري وكورولا.
كانت شركة تويوتا للسيارات خامس أكبر شركة في العالم سنة 2008 طبقاً لإحصاء فورتشن جلوبال 500. صرحت تويوتا في صيف 2008م بتراجع مبيعاتها لشهر يوليو، مع ارتفاع أسعار الوقود وضعف اقتصاد الولايات المتحدة، وهي نفس التقارير التي صرح بها عمالقة ديترويت الثلاثة، جنرال موتورز وفورد وكرايسلر، وعزي ذلك لبطء مبيعات طرازات «تندرا» بشكل رئيسي وأيضاً تقصيرها في كمية إنتاج السيارات صديقة البيئة مثل بريوس، كورولا ويارس. نتيجة لذلك أعلنت أنها ستبطء من إنتاج طرازات تندرا لترفع من كمية إنتاج سيارات أخرى تلبيةً لمتطلباتها.
أعلنت تويوتا أول خسارة لها منذ واحد وسبعين عاماً بسبب التراجع في الطلب على السيارات عالمياً وبسبب الارتفاع الصاروخي لعملة الين أثناء الأزمة المالية العالمية التي بدأت أواخر عام 2008م. ومع تفاقم الأزمة العالمية في بداية عام 2009م، أعلنت تويوتا عن تعليق كل إنتاجها في اليابان لمدة 11 يوما بين شهري فبراير ومارس.

### أرقام ومبيعات
| السنة التقويمية | الإجمالي  | الإجمالي | اليابان   | اليابان   | الولايات المتحدة |
| السنة التقويمية | الإنتاج   | المبيعات | الإنتاج   | المبيعات  | المبيعات         |
| --------------- | --------- | -------- | --------- | --------- | ---------------- |
| 1935            |           |          | 20        |           |                  |
| 1936            |           |          | 1,142     |           |                  |
| 1937            |           |          | 4,013     |           |                  |
| 1938            |           |          | 4,615     |           |                  |
| 1939            |           |          | 11,981    |           |                  |
| 1940            |           |          | 14,787    |           |                  |
| 1941            |           |          | 14,611    |           |                  |
| 1942            |           |          | 16,302    |           |                  |
| 1943            |           |          | 9,827     |           |                  |
| 1944            |           |          | 12,720    |           |                  |
| 1945            |           |          | 3,275     |           |                  |
| 1946            |           |          | 5,821     |           |                  |
| 1947            |           |          | 3,922     |           |                  |
| 1948            |           |          | 6,703     |           |                  |
| 1949            |           |          | 10,824    |           |                  |
| 1950            |           |          | 11,706    |           |                  |
| 1951            |           |          | 14,228    |           |                  |
| 1952            |           |          | 42,106    |           |                  |
| 1953            |           |          | 16,496    |           |                  |
| 1954            |           |          | 22,713    |           |                  |
| 1955            |           |          | 22,786    |           |                  |
| 1956            |           |          | 46,716    |           |                  |
| 1957            |           |          | 79,527    |           |                  |
| 1958            |           |          | 78,856    |           |                  |
| 1959            |           |          | 101,194   |           |                  |
| 1960            |           |          | 154,770   |           |                  |
| 1961            |           |          | 210,937   |           |                  |
| 1962            |           |          | 230,350   |           |                  |
| 1963            |           |          | 318,495   |           |                  |
| 1964            |           |          | 425,764   |           |                  |
| 1965            |           |          | 477,643   |           |                  |
| 1966            |           |          | 587,539   |           |                  |
| 1967            |           |          | 832,130   |           |                  |
| 1968            |           |          | 1,097,405 |           |                  |
| 1969            |           |          | 1,471,211 |           |                  |
| 1970            |           |          | 1,609,190 |           |                  |
| 1971            |           |          | 1,955,033 |           |                  |
| 1972            |           |          | 2,087,133 |           |                  |
| 1973            |           |          | 2,308,098 |           |                  |
| 1974            |           |          | 2,114,980 |           |                  |
| 1975            |           |          | 2,336,053 |           |                  |
| 1976            |           |          | 2,487,851 |           |                  |
| 1977            |           |          | 2,720,758 |           |                  |
| 1978            |           |          | 2,929,157 |           |                  |
| 1979            |           |          | 2,996,225 |           |                  |
| 1980            |           |          | 3,293,344 |           |                  |
| 1981            |           |          | 3,220,418 |           |                  |
| 1982            |           |          | 3,144,557 |           |                  |
| 1983            |           |          | 3,272,335 |           |                  |
| 1984            |           |          | 3,429,249 |           |                  |
| 1985            |           |          | 3,665,622 |           |                  |
| 1986            |           |          | 3,660,167 |           |                  |
| 1987            |           |          | 3,638,279 |           |                  |
| 1988            |           |          | 3,956,697 | 2,120,273 |                  |
| 1989            |           |          | 3,975,902 | 2,308,863 |                  |
| 1990            |           |          | 4,212,373 | 2,504,291 |                  |
| 1991            |           |          | 4,085,071 | 2,355,356 |                  |
| 1992            |           |          | 3,931,341 | 2,228,941 |                  |
| 1993            |           |          | 3,561,750 | 2,057,848 |                  |
| 1994            |           |          | 3,508,456 | 2,031,064 |                  |
| 1995            |           |          | 3,171,277 | 2,060,125 |                  |
| 1996            |           |          | 3,410,060 | 2,135,276 |                  |
| 1997            |           |          | 3,502,046 | 2,005,949 |                  |
| 1998            | 5,210,000 |          |           |           |                  |
| 1999            | 5,462,000 |          |           |           |                  |
| 2000            | 5,954,723 |          |           |           | 1,619,206        |
| 2001            | 5,847,743 |          | 4,046,637 | 2,291,503 | 1,741,254        |
| 2002            | 6,309,307 |          | 4,138,873 | 2,218,324 | 1,756,127        |
| 2003            | 6,826,166 |          | 4,244,667 | 2,305,635 | 1,866,314        |
| 2004            | 7,547,177 |          | 4,454,212 | 2,387,556 | 2,060,049        |
| 2005            | 8,232,143 |          | 4,611,076 | 2,368,817 | 2,260,296        |
| 2006            | 9,017,786 |          | 5,085,600 | 2,368,706 | 2,542,524        |
| 2007            | 9,497,754 |          | 5,119,631 | 2,261,515 | 2,620,825        |
| 2008            | 9,225,236 |          | 4,911,861 | 2,153,197 | 2,217,662        |
| 2009            | 7,234,439 |          | 3,543,199 | 1,996,174 | 1,770,147        |
| السنة التقويمية | الإنتاج   | المبيعات | الإنتاج   | المبيعات  | المبيعات         |
| السنة التقويمية | الإجمالي  | الإجمالي | اليابان   | اليابان   | الولايات المتحدة |

## التواجد العالمي

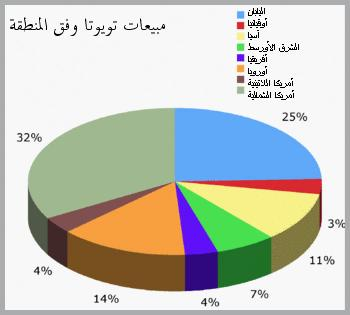
نسب مبيعات تويوتا حول العالم.

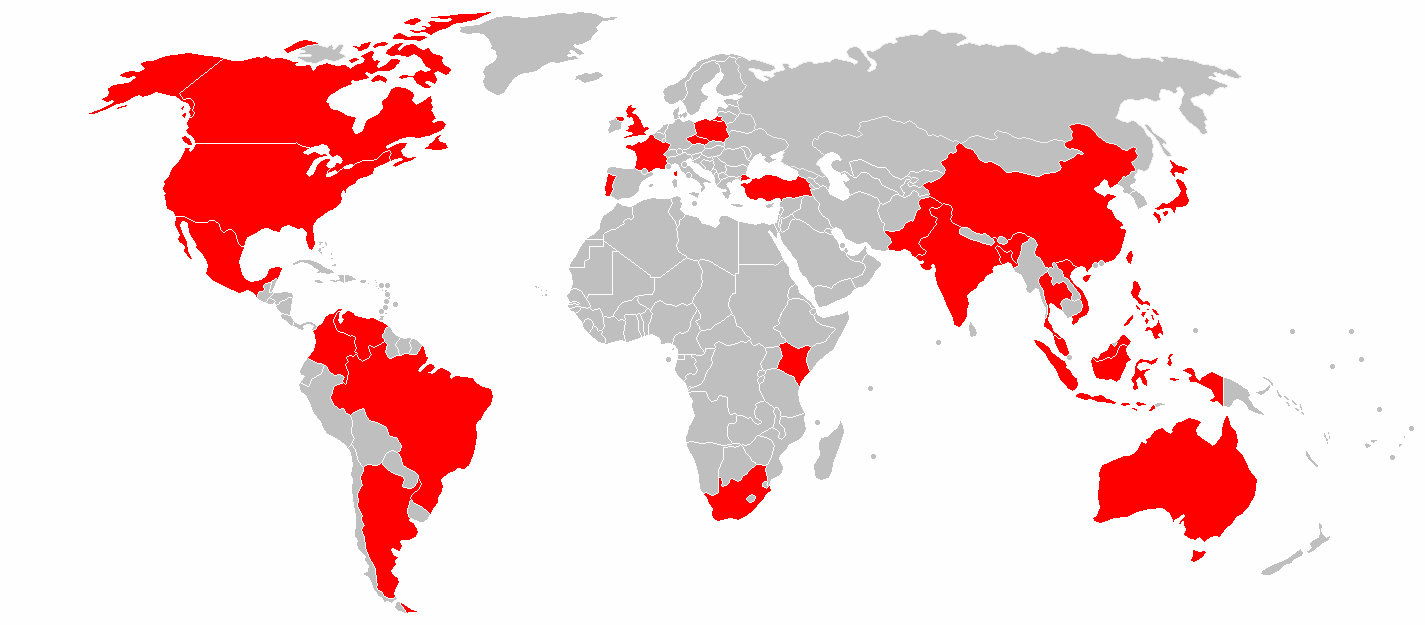
مواقع مصانع شركة تويوتا حول العالم.

تمتلك تويوتا مصانع في جميع أنحاء العالم لتصنيع السيارات للسوق المحلية، ولتويوتا مصانع في كل من: اليابان، أستراليا ،الهند، كندا، إندونيسيا، بولندا، جنوب إفريقيا، تركيا، المملكة المتحدة، الولايات المتحدة، فرنسا، البرازيل، البرتغال، ومؤخراً باكستان، الأرجنتين، التشيك، المكسيك، ماليزيا، تايلاند، الصين، فيتنام، فينزويلا، الفلبين، وروسيا.

### اليابان
كانت بداية تويوتا داخل اليابان وكانت سياراتها مخصصة للاستهلاك المحلي حتى منتصف الخمسينات من القرن العشرين عندما بدأ تصدير السيارات إلى جميع أنحاء العالم. تستحوذ تويوتا على حوالي 40% من سوق السيارات اليابانية، إذ أنها تقوم ببيع طرازاتها الشهيرة بالإضافة إلى طرازات خاصة بسوق السيارات الياباني مثل ألتيزا، سيلسيور، وويندم. يقع المقر الرئيسي لتويوتا في كل من ناغويا، تويوتا (كلاهما بمحافظة آيتشي)، وطوكيو. كما أن تويوتا تنتج الطراز الفاخر «سنشري» المخصص للعائلة الحاكمة اليابانية.

### الشرق الأوسط
حققت تويوتا نجاحًا ساحقًا في منطقة الشرق الأوسط، حيث أصبح الخليج العربي من أكبر أسواق السيارات بالعالم. ومن أبرز الطرازات الناجحة به: «كامري»، التي أصبحت سائدة في الشارع الخليجي،  كذلك كان طراز لاند كروزر في الثمانينات والتسعينات من أهم سيارات الدفع الرباعي في الأسواق الخليجية وخصوصاً في قطر. ومن هذه الطرازات أيضاً «كريسيدا» التي توقف إنتاجها عام 1996م. وكانت سيارات النقل الصغيرة من أهم متطلبات السوق الخليجية فكان طراز هايلوكس هو علامة هذه الفئة.
تأخر نجاح تويوتا في مصر قليلاً إلا أنه أصبح جيداً اليوم وخصوصاً مع طرازي يارس وكورولا لاقتصادها الشديد في استهلاك الوقود، وما زال طراز هايس يحتل للمركز الأول في مبيعات فئة الحافلات الصغيرة والتي تستخدم كوسيلة مواصلات عامة وفي السياحة وكحافلة مدارس.

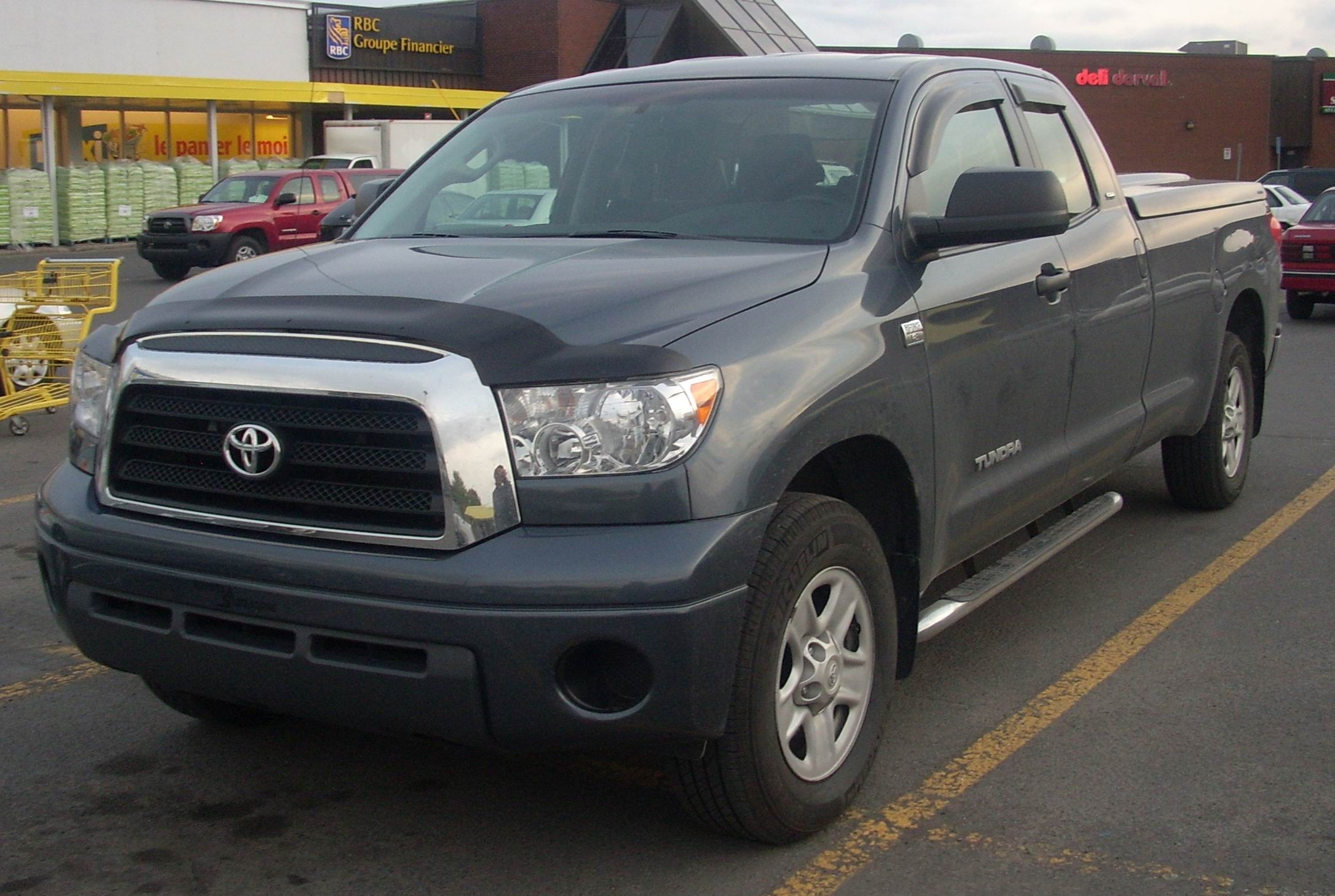
طراز تندرا وهو أحد الطرازات الخاصة بسوق الولايات المتحدة.

### الولايات المتحدة
كانت الطرازات الأولى لتويوتا معتمدة على الطرازات الأمريكية إذ أن بعضها أظهر تشابهاً كبيراً. بدأت تويوتا بتصدير السيارات للولايات المتحدة وازدهر سوقها بشكل كبير وأنشأت 10 مصانع، كما تبلغ حصتها حوالي 16% من السوق الأمريكية. تقوم تويوتا ببيع طرازات لكزس بالإضافة إلى طرازات تويوتا كما أنها أنشأت فرع سايون عام 2002م المخصص لفئة الشباب. كما أن لتويوتا طرازات مخصصة لسوق الولايات المتحدة تلبيةً لمتطلباته مثل طرازات تاكوما، تندرا، وسيكويا.

### آسيا
بدأت تويوتا بتصدير سياراتها إلى دول آسيا في أواخر خمسينات القرن العشرين، حيث كانت دول جنوب شرق آسيا، مثل سنغافورة وإندونيسيا، من أوائل المستهلكين لطرازات تويوتا. كما أن تويوتا تحتل مكانة كبيرة في سوق سيارات باكستان، تايلند، الهند، فيتنام ومؤخراً في الصين. بدأ سوقها بالازدهار بروسيا في الآونة الأخيرة بعد افتتاحها لمصنعها في تلك البلاد.

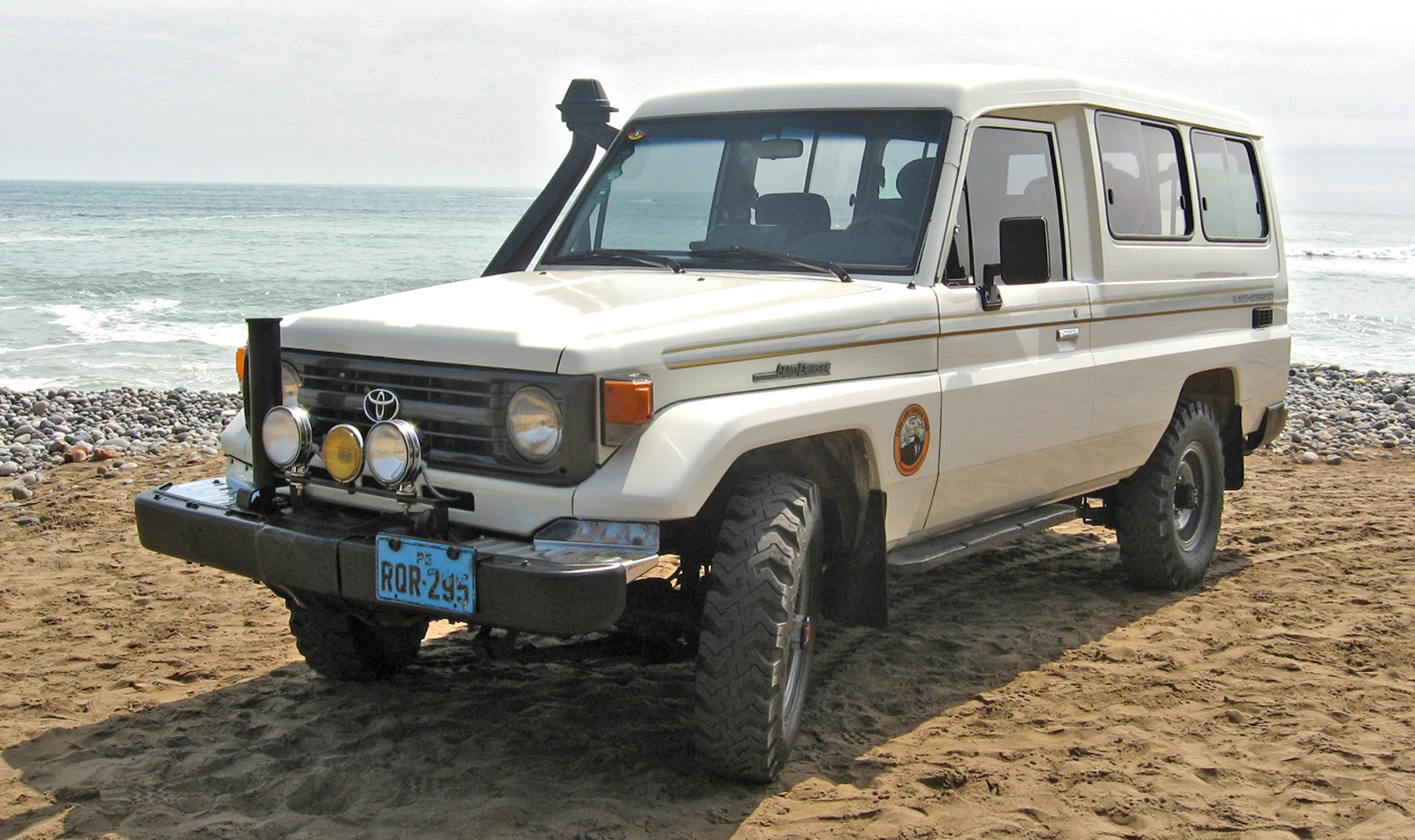
طراز لاند كروزر الفئة 70 الذي لاقى نجاحاً واسعاً حول العالم خصوصاً بإفريقيا.

### إفريقيا
تتميز طبيعة طرق أفريقيا بوعورتها الشديدة ودرجات الحرارة المرتفعة معظم أوقات السنة، لذا كان وما زال طراز لاند كروزر ولاند كروزر الفئة 70 في المرتبة الأولى بإفريقيا لإثباتها كفائتها ومقدرتها على تحمل الظروف الصعبة لهذه المنطقة لذا تم إطلاق لقب «سيد إفريقيا» (بالإنجليزية: The Master of Africa) على هذا الطراز. وكانت جنوب إفريقيا من أوائل الدول التي استوردت سيارات تويوتا عام 1961م ثم بدأت تصنيع سيارات تويوتا محلياً عام 1966م إلى أن اعتلت المرتبة الأولى في سوق السيارات بجنوب إفريقيا عام 1980م.

### أوروبا
تقدمت مبيعات تويوتا منذ دخولها للسوق الأوروبية عام 1963م. كما أدركت أن هذا السوق متباين ومختلف في متطلباته وأذواقة، كان ذلك سبب يقينها أن السيارات المحلية (أي قيامها بالأبحاث والتطوير والتصنيع محلياً) هي الحل الأفضل لملائمة وتلبية المتطلبات المختلفة للسوق. قامت تويوتا بإنشاء 29 شركة للتجارة والتسويق في 48 دولة وبإجمالي 3300 منفذ للبيع لتغطية معظم مناطق أوروبا. بلغت مبيعات تويوتا حوالي 16 مليون مركبة بحلول عام 2007م محققة رقماً قياسياً في المبيعات للعام الحادي عشر على التوالي.

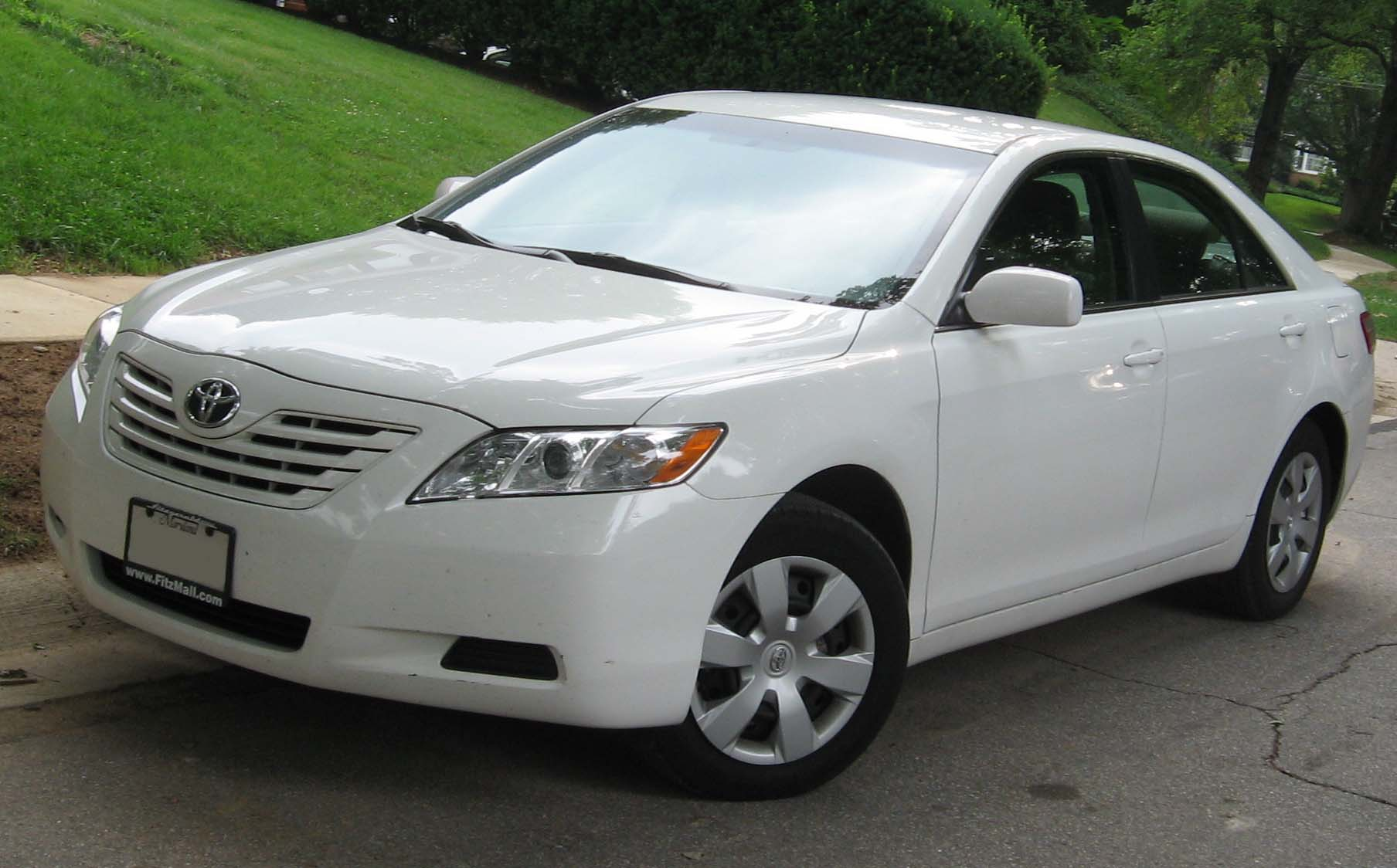
بدأ تصنيع طراز "كامري" عام 1995 بأستراليا وبدأ تصديره إلى الشرق الأوسط عام 1996.

### أستراليا
بدأ تصدير طرازات لاند كروزر إلى أستراليا عام 1959م، ومنذ ذلك الوقت ومبيعات تويوتا في ارتفاع مستمر حيث قامت الشركة بإنشاء مصنعها الشهير في بورت ملبورن عام 1963م الذي قام بإنتاج السيارات للسوق المحلية إلى أن أصبحت تويوتا في عام 1991م هي رائدة السوق الأسترالية. ووصل عدد السيارات المصنعة محلياً إلى مليون سيارة عام 1992م ليصل إلى مليونين عام 2004م. بدأ تصنيع طراز كامري عام 1995م بأستراليا وبدأ تصديره إلى الشرق الأوسط عام 1996م لتصل صادرات كامري للمملكة العربية السعودية إلى 100 الف وحدة عام 2001م وإجماي الصادرات إلى 500 ألف وحدة عام 2006م.

### أمريكا الجنوبية
بدأت تويوتا بتصدير سياراتها إلى أمريكا الجنوبية بداية من البرازيل، التي تم إنشاء فرع للشركة بها عام 1958م ثم أنشئ مصنع في نهاية العام نفسه ومصنع آخر عام 1998م لتحتفل عام 2008م بمرور 50 عاماً على تويوتا البرازيل، إلى فنزويلا التي بدأ استراديها لطرازات لاند كروزر ثم بدأت بتجميعها عام 1963م، ثم إلى باقي الدول مثل المكسيك، التشيلي، كولومبيا، البيرو، وغيرها.

## تقنية
تواصل تويوتا أبحاثها لتطوير التقنيات المعاصرة ومنها ما قدمته من تقنيات جديدة مثل نظام الموقف الآلي المتطور، ناقل الحركة الآلي ثُماني السرعات، وناقل الحركة الآلي رباعي السرعة والمُتحكَم به إلكترونياً عن طريق أربعة أزرار.

### تقنيات بيئية
إن عمل تويوتا ليس محصورًا فقط لتعزيز راحة مركباتها وإنما تتركز مبادراتها أيضاً على حل القضايا البيئية العالمية من خلال مجموعة متنوعة من الأنشطة والمقترحات. تطوير تقنية توليد القوة هو الأساس لتحسين الأداء البيئي للمركبات، ويجري تطوير هذه التقنية على ثلاثة أسس وهي:
1. تحسين كفاءة الوقود من أجل الحد من انبعاثات غاز ثاني أكسيد الكربون.
2. جعل انبعاثات العادم أنظف للمساعدة في التقليل من تلوث الغلاف الجوي.
3. السعي لتنويع مصادر الطاقة.[122]

تسعى تويوتا في المُضي قدماً نحو تنويع مصادر الطاقة، لإنتاج السيارة المطلوبة في التوقيت الصحيح في المكان المناسب. تعمل تويوتا جاهدةً على تطوير التقنية الهجينة لتكون التقنية الأساسية المستخدمة في جميع المحركات.

#### تقنية الهجين
تعدّ تويوتا من أكبر الشركات التي تمد الأسواق بالسيارات الهجينة وكانت هي الأولى في صُنع سيارات الإنتاج الهجين مُمثَلة في طرازها "بريوس". تطورت هذه التقنية بشكل كبير وامتدت إلى الطرازات المتوسطة الرئيسية مثل كامري هايبرد، ومؤخراً بالسيارات الفارهة مثل لكزس. وأطلقت على هذه التقنية تسمية "محرك التآزر الهجين" (بالإنجليزية: Hybrid Synergy Drive)، وتدعى في لكزس "محرك لكزس الهجين (بالإنجليزية: Lexus Hybrid Drive)، ولكل منهما شعاره الخاص.

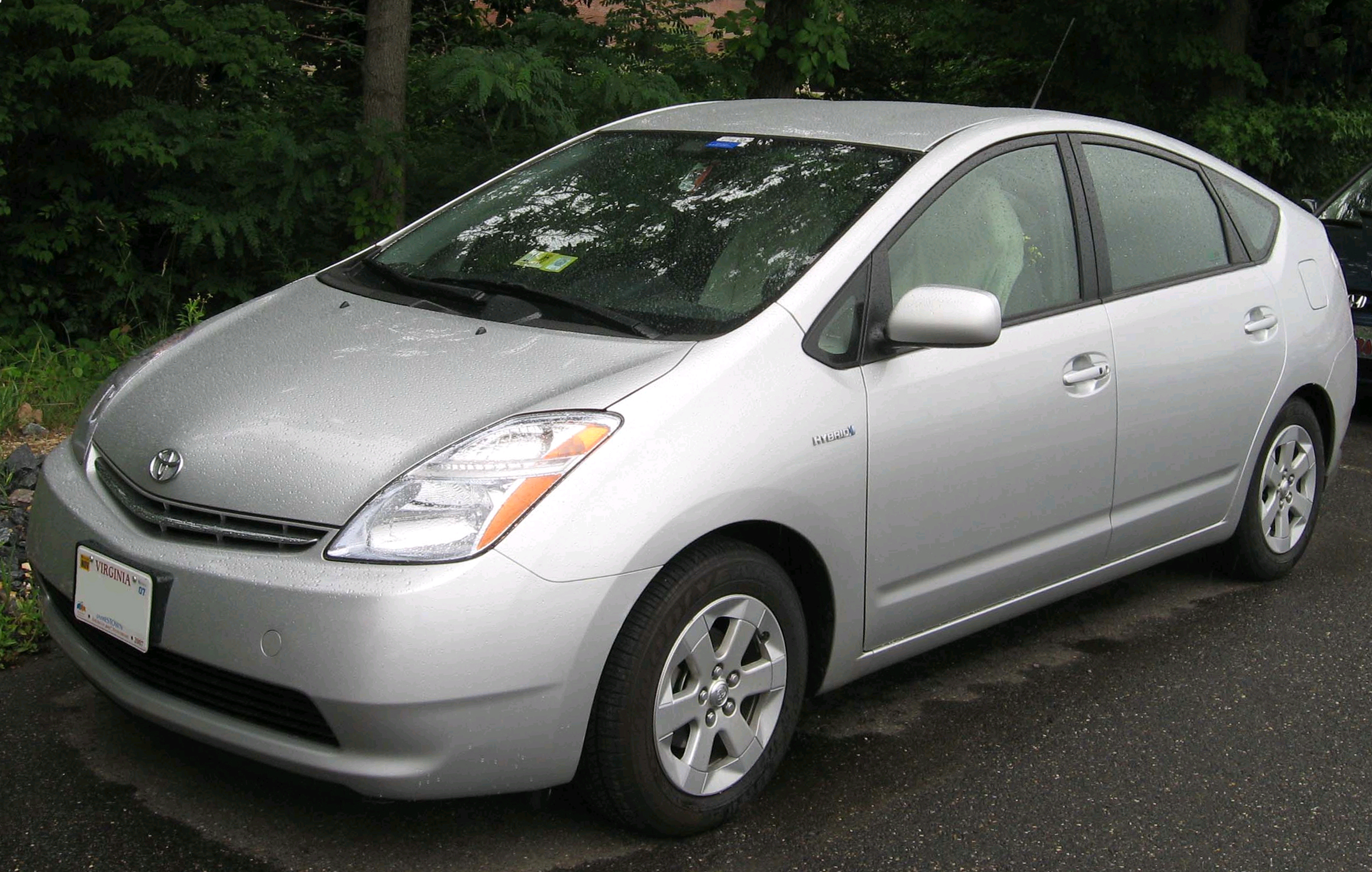
طراز بريوس الذي يعدّ الأنجح حتى الآن بين طرازات الهجين حول العالم.

يعدّ طراز بريوس هو الأول والأشهر، كما يوجد لتويوتا طرازات هجينة أخرى وهي: كامري هايبرد، وهايلاندر هايبرد. ويتم بيع طراز استيما هايبرد باليابان، كما رتبت تويوتا ظهور السيارة العائلية «سيينا» بنسخة هجينة، وتخطط تويوتا لأن تقدم بحلول عام 2030م لكل طراز من طرازات تويوتا خيار أن تكون هجيناً سواءً الصغيرة أو العائلية أو الرباعية الدفع.
وتمتلك لكزس أيضاً خط إنتاجها من سيارات الهجين، مُتمثلةً في طرازات GS450h وRX400h وLS600h وLS600h L.

#### نظام تويوتا الهجين الثاني
بعد أن قامت تويوتا بتطوير نظامها الهجين والذي زودت به عدة طرازات كطرازي بريوس وكامري هايبرد، تقوم الشركة بتطوير نظام جديد معتمد على النظام الأول وأطلقت عليه نظام تويوتا الهجين الثاني (بالإنجليزية: Toyota Hybrid System THS II)، والذي يحقق مستويات عالية من التوافق بين الأداء البيئي وقوة المحرك الذي زادت قوته بحوالي 1.5 مرة، زيادة جهد إمدادات الطاقة لتحقيق تقدم أفضل في نظام التحكم، بهدف التآزر بين قوة المحرك الكهربائي وقوة المحرك البنزيني.

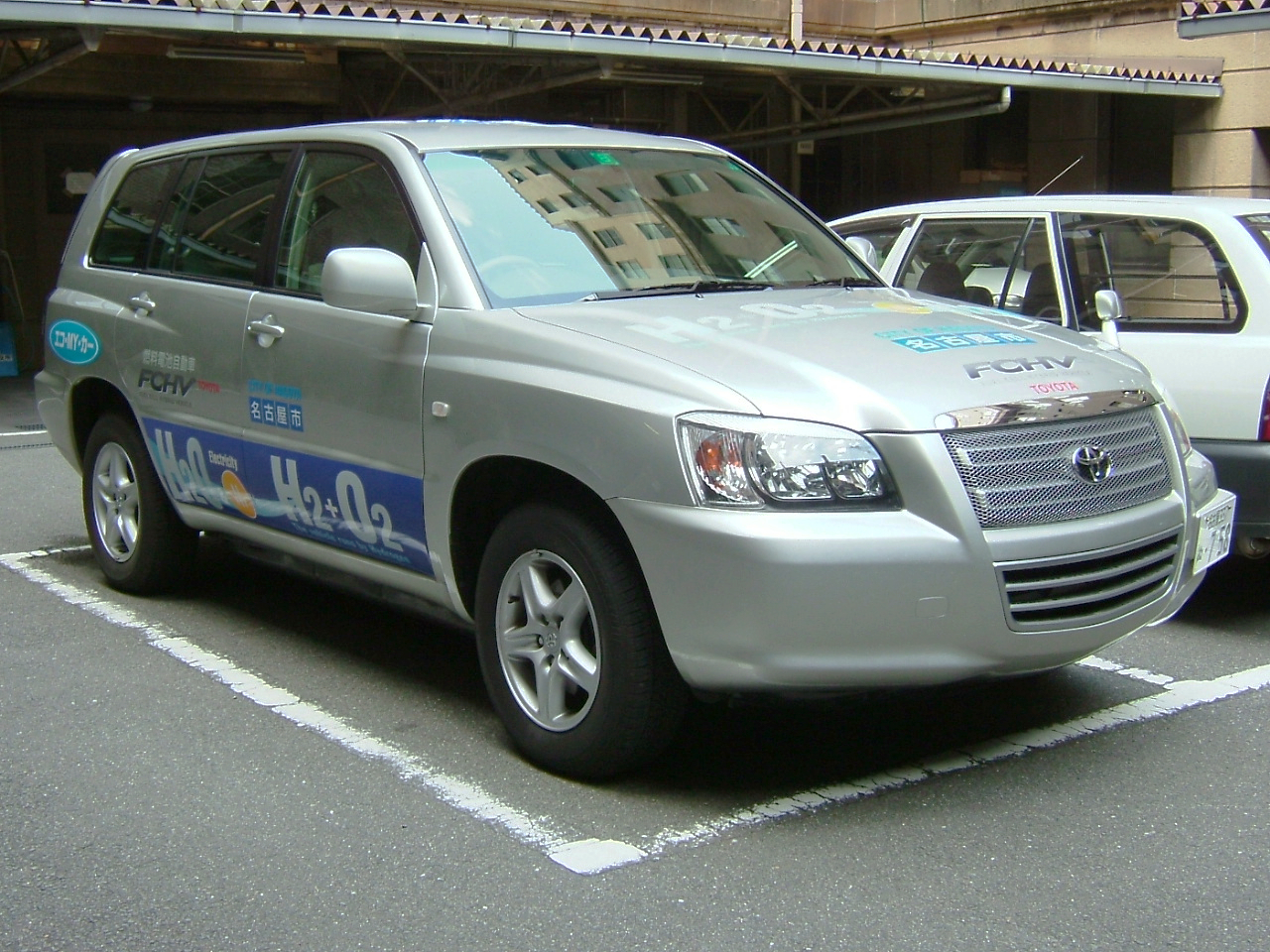
طراز FCHV.

#### تقنية خلية الوقود
اعتمدت تقنية خلية الوقود على تقنية تويوتا الهجينة وتقوم تويوتا حالياً بتطويرها سريعاً لاعتقادها بتعدد استخداماتها، كما تبحث في مجال واسع من الوقود البديل وليس فقط الهيدروجين بالأخذ بالاعتبار قوانين الدول المختلفة. بدأت تويوتا في 12 ديسمبر عام 2002م بالتسويق المحدود لطرازها الذي يعمل بالهيدروجين «FCHV» بالولايات المتحدة واليابان.

#### تقنية الكهروهجين
بعد إعلان شركة جنرال موتورز إصدارها لطرازها فولت الكهروهجين أعلنت تويوتا أيضاً أنها ستصدر طرازًا مماثلاً، وقد اختبرت سيارتها بلج إن إتش في (بالإنجليزية: Plug-in HV) باليابان وأمريكا وأوروبا والتي تعتمد على مجموعة بطارية أيون الليثيوم، ثم أعلنت عن عزمها إنتاجها تحت اسم بريوس بلج إن هايبرد عام 2010. ومن المتوقع أن يكون تأثير هذه التقنية الضار بالبيئة أقل من تأثيرتقنية الهجين.

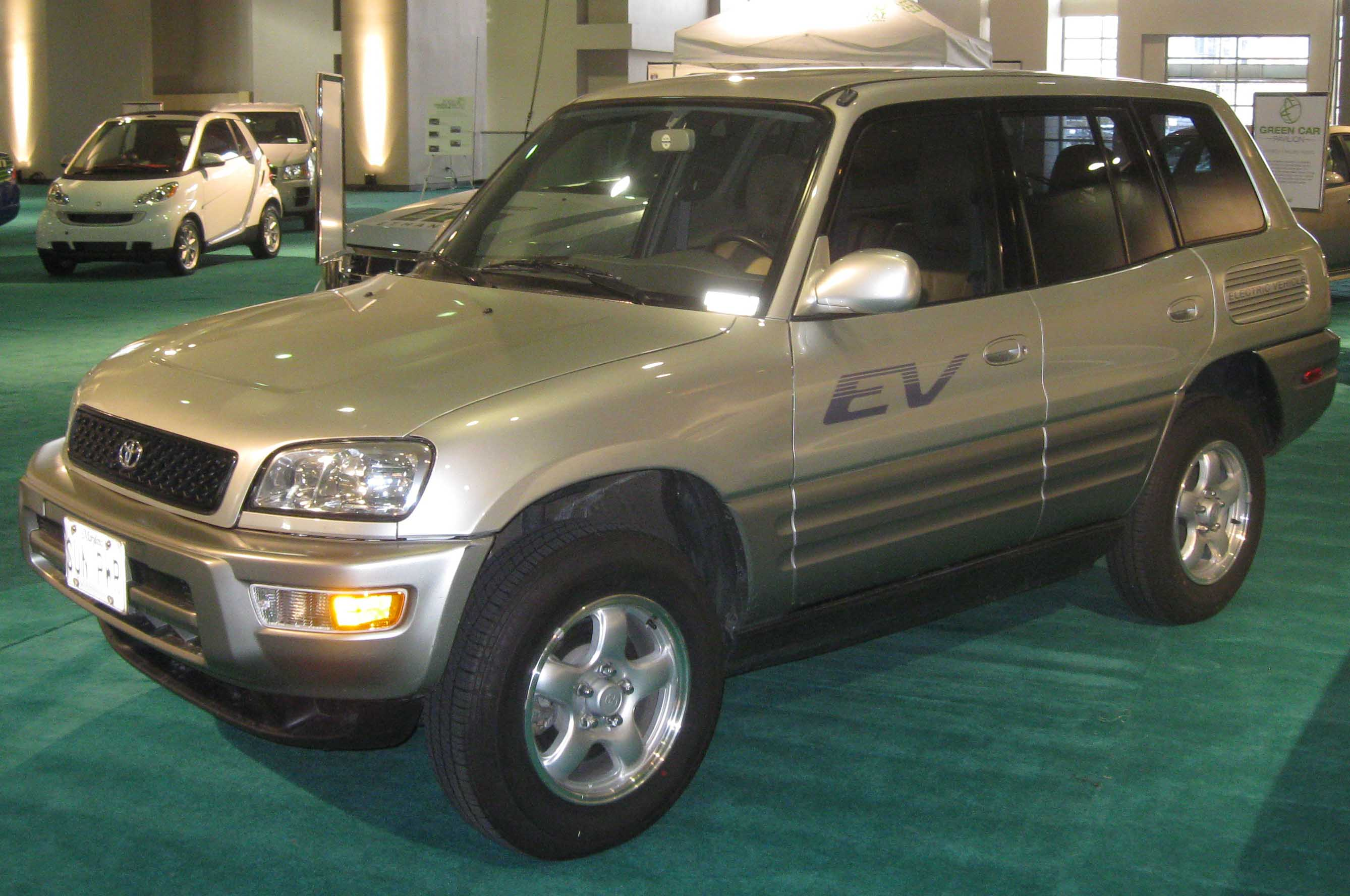
طراز RAV4 EV الذي تم إنتاجه بين عامي 1997 و2003.

#### السيارة الكهربائية كلياً
تسعى تويوتا جاهدةً في تطوير السيارات التي تعمل كلياً بالكهرباء والتي تخطط طرحها خلال العقد القادم، قامت تويوتا بإنتاج إصدار كهربائي من طرازها «RAV4 EV» بين عامي 1997 و2003 وتم تسميتها RAV4 EV وبيع منها حوالي 1557 وحدة، كما قامت تويوتا بإصدار طرازها الاختياري E-Com عام 2006م.

#### حافلة - قطار
تقوم تويوتا وفرعها «هينو» باختبار حافلة ذات وضعية مزدوجة، بإمكان هذه الحافلة السير على الطرق أو على القضبان الحديدية. تقوم الحافلة بتجاوز الفراغ بين الطريق والقضبان بواسطة أربعة إطارات مطاطية وتستخدم أربعة إطارات حديدية للصعود والسير على القضبان. كما أن بإمكانها حمل 25 شخصاً وتم تصنيعها بشكل أساسي بناءً على تصاميم حافلات تويوتا الصغيرة. دخلت هذه الحافلة الخدمة باليابان منذ مطلع عام 2007م، وقد صرحت تويوتا أنها قد تكون بداية لجيل جديد من المركبات المزدوجة.

#### إعادة التصنيع
منذ إن أنشأت لجنة إعادة التصنيع في شهر أكتوبر من سنة 1990، أخذت تويوتا تعمل بنشاط لجعل تصميم المركبات يسهل إعادة تصنيعها وذلك بدراسة دورة حياة السيارة من مرحلة التطوير حتى التخلص منها.
تقوم تويوتا بتطوير تصاميم ومواد يسهل إعادة تصنيعها (مرحلة التطوير) أخذاً بالاعتبار إمكانية التفكيك أثناء تطوير وتقديم تقنيات إعادة التصنيع المتنوعة في (مرحلة الإنتاج). أنشأت تويوتا نظاماً للموزعين (مرحلة الاستخدام) للتشجيع على إعادة استخدام قطع غيار السيارات ولتجميع وإعادة تصنيع المصدات التي تم استبدالها. تم تطوير الأبحاث لتقنيات التفكيك وإعادة استخدام مخلفات التقطيع (مرحلة التخلص من السيارة).
يتم تجميع تقارير عن الأنشطة أثناء عمليات إعادة التصنيع من الأقسام المختلفة لتوفيرها لفروع التطوير وهكذا تدعم تويوتا الاستخدام الأمثل للمواد الثمينة.

#### تقنية حيوية زراعية
تسعى تويوتا للمحافظة على البيئة وخصوصاً مع التقدم والتطور العالمي وقامت بالاهتمام والتركيز على هذا النوع من التقنيات الحيوية وذلك للأسباب التالية:
1. الزيادة الكبيرة في التعداد السكاني العالمي وخصوصاً في قارة آسيا.
2. زيادة الاستهلاك الشخصي للغذاء وذلك لارتفاع مستوى الدخل.
3. تقلص مساحات المزارع والغابات نتيجة لزيادة التصنيع وزحف العمران، وأيضاً لنقص المياه والغذاء نتيجة لزيادة استهلاك المياة وزيادة تلوث البيئة.

لذا قامت تويوتا بإنشاء فرع أعمال التقنية الحيوية الزراعية والتشجير (بالإنجليزية: Biotechnology and Afforestation Business Department) وبدأت بالبحث والتطوير في يناير عام 1998م. قامت تويوتا بإنشاء معمل تويوتا للتقنية الحيوية الزراعية والتشجير في مايو عام 1999م لمساعدة ومواكبة أعمال البحث والتطوير في مجال التقنية الحيوية الزراعية. كما أنها تقوم بالاستثمار في عدة أعمال صغيرة والمشاركة بتقديم تقنياتها في عدة مشاريع في عدة دول منها إندونيسيا، أستراليا، واليابان.

### تقنيات الأمان
يكمن مبدأ تويوتا في أمان السيارة في تحقيق الأخيرة لمستويات عالية في الأمان الإيجابي والأمان السلبي، فالأمان السلبي هو حماية ركاب السيارة أثناء وقوع الحادث، والأمان الإيجابي هو منع الحوادث من الوقوع.

#### أمان إيجابي
المبدأ الأساسي في الأمان الإيجابي هو التأكد أن السيارة تقوم بوظائفها الأساسية دائماً (مثل التحرك - الانعطاف - التوقف). تسعى تويوتا لتحسين هذه الوظائف الأساسية من خلال دمج مجموعة من أحدث التقنيات بالإضافة إلى بعض التقنيات المساعدة التي تدعم أمان السيارة الإيجابي:
- التحكم بثبات المركبة (بالإنجليزية: Vehicle Stability Control أو اختصاراً VSC): وهو يساعد على التحكم بانزلاق السيارة الناتج عن الانعطاف المفاجئ والسريع الذي يقوم به السائق عند السرعات العالية أو أثناء القيادة على الطرق الثلجية.
- نظام المكابح المانعة للانغلاق : وهو يساعد على منع الإطارات من الانغلاق والإبقاء على السيارة ثابتة أثناء الكبح الكامل للسيارة.[144]

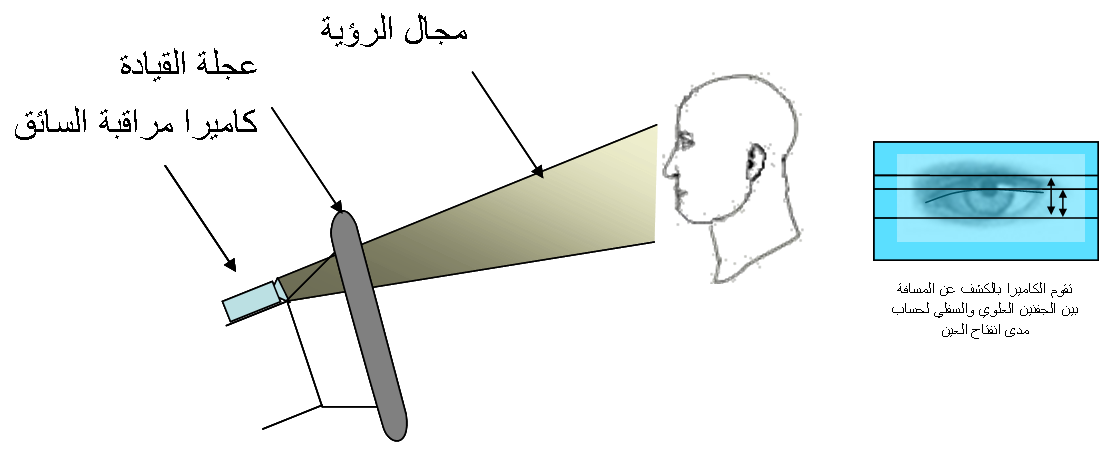
آلية نظام كاميرا مراقبة السائق التي تعطي البيانات للحاسوب عن حالة السائق.

- المكابح المساعدة : هي جزء من نظام الأمان الإيجابي وهي متاحة في بعض الأسواق. وهي تقنية تمكن السيارة من مراقبة الطريق بحثاً عن أي عقبات من الممكن أن تؤدي إلى حادث وذلك عن طريق نظام كاميرا بالأشعة تحت الحمراء مثبتة في مقدمة السيارة تعمل ليلاً ونهاراً وتحت أي ظروف في مجال 25 متراً، يتم تجميع هذه المعلومات ليستخدمها الحاسوب لمقارنتها مع سرعة السيارة ويحدد احتمالية حدوث حادث، الأهم أن النظام يقوم بقياس مدى يقظة السائق وانتباهه للطريق أمامه وذلك عن طريق كاميرا مثبته أمام عجلة القيادة تقوم بتحديد وجه السائق عند إشعال المحرك وتقوم بقياس المسافة بين الجفنين العلوي والسفلي وعند خلود السائق إلى النوم أو النعاس تقوم السيارة بتنبيهه بناءً على البيانات التي جمعتها مسبقاً، فإن لم يستجب تقوم فإطلاق صافرة، فإن لم يستجب تفوم السيارة بتفعيل المكابح تلقائياً لتقوم بتنيه السائق ولمنع الحادث قدر المستطاع.[145]

#### أمان سلبي
تم تجميع بيانات لعدد كبير من الحوادث من اليابان وخارجها وتمثيل الحوادث على الحاسوب. يسعى مهندسو الشركة إلى تطوير أجسام أكثر أماناً للسيارات وتطوير أجهزة مساعدة لحماية المقصورة، كما تمت اختبارات الاصطدام على أكثر من 1000 مركبة سنوياً، كذلك خضعت سيارات تويوتا لاختبارات Euro NCAP وحصدت عدة طرازات نتائج جيدة.
وكانت تويوتا قد قامت منذ التسعينات بتزويد طرازاتها بوسادات هوائية لحماية الركاب أثناء وقوع الحادث.

### سيارة شخصية

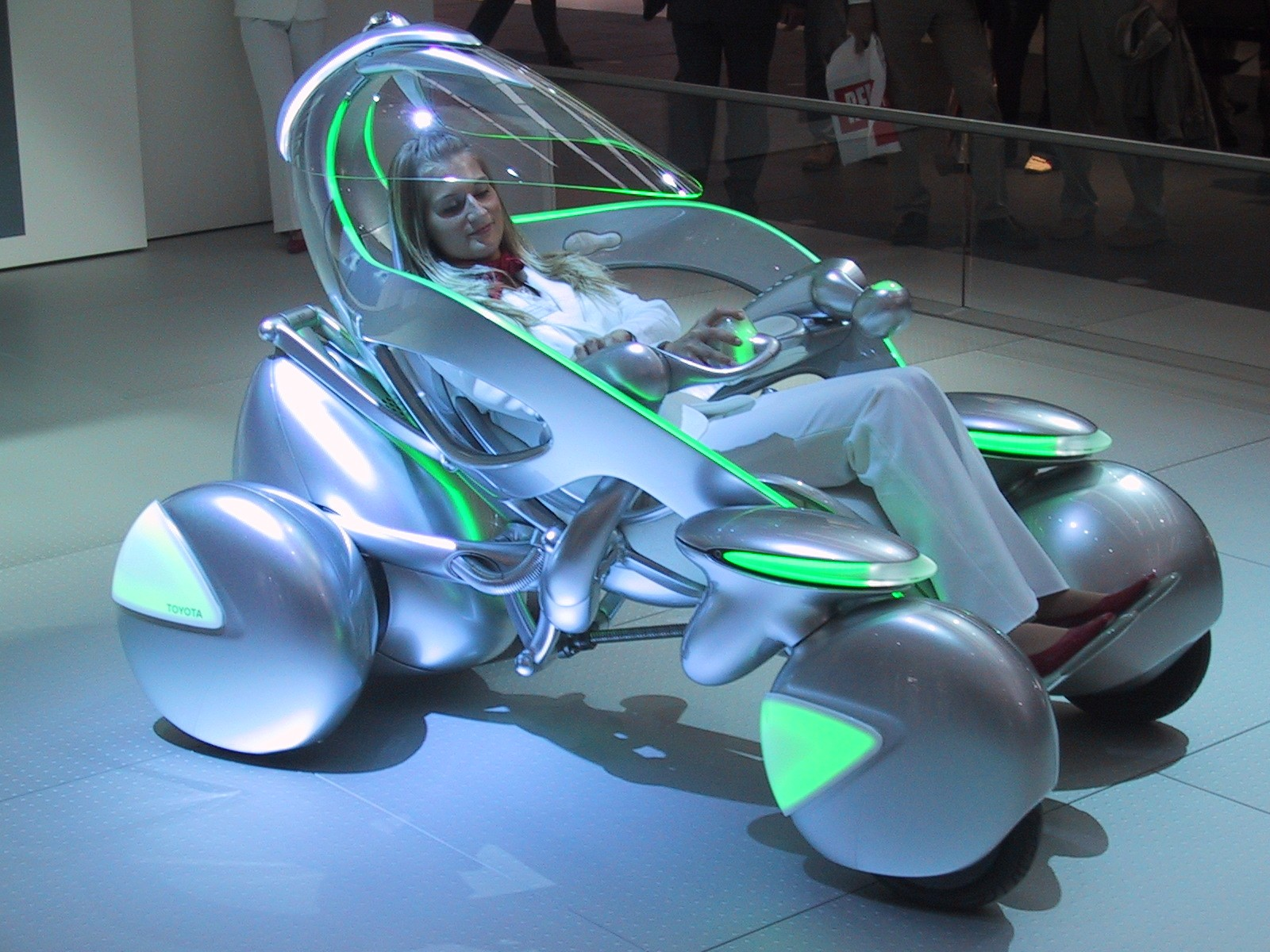
طراز آي-يونت في وضعية السرعات المرتفعة.

قدمت تويوتا فئة جديدة من السيارات وهي السيارات الشخصية التي تتسع لراكب واحد فقط وذلك حلاً لمشكلات الوقود والتلوث البيئي والازدحام. ظهرت عدة طرازات اختبارية منها آي-ريل، آي-سوينج، آي-يونت، وبي إم. تم تزويد بعضها بثلاث إطارات وبعضها بأربع واختلفت أشكالها كما تم تزويد بعضها بوضعيات للسائق مثل وضع للمشي ووضع للسرعات بحيث يكون المقعد مائلاً للخلف مثل مقاعد الطائرات. تعدّ خطوة سابقة لسيارات المستقبل، لكن لم تحدد تويوتا أي مواعيد لإنتاج مثل هذه السيارات واعتبرتها مجرد رؤية مستقبلية.

### إنسان آلي (روبوت)

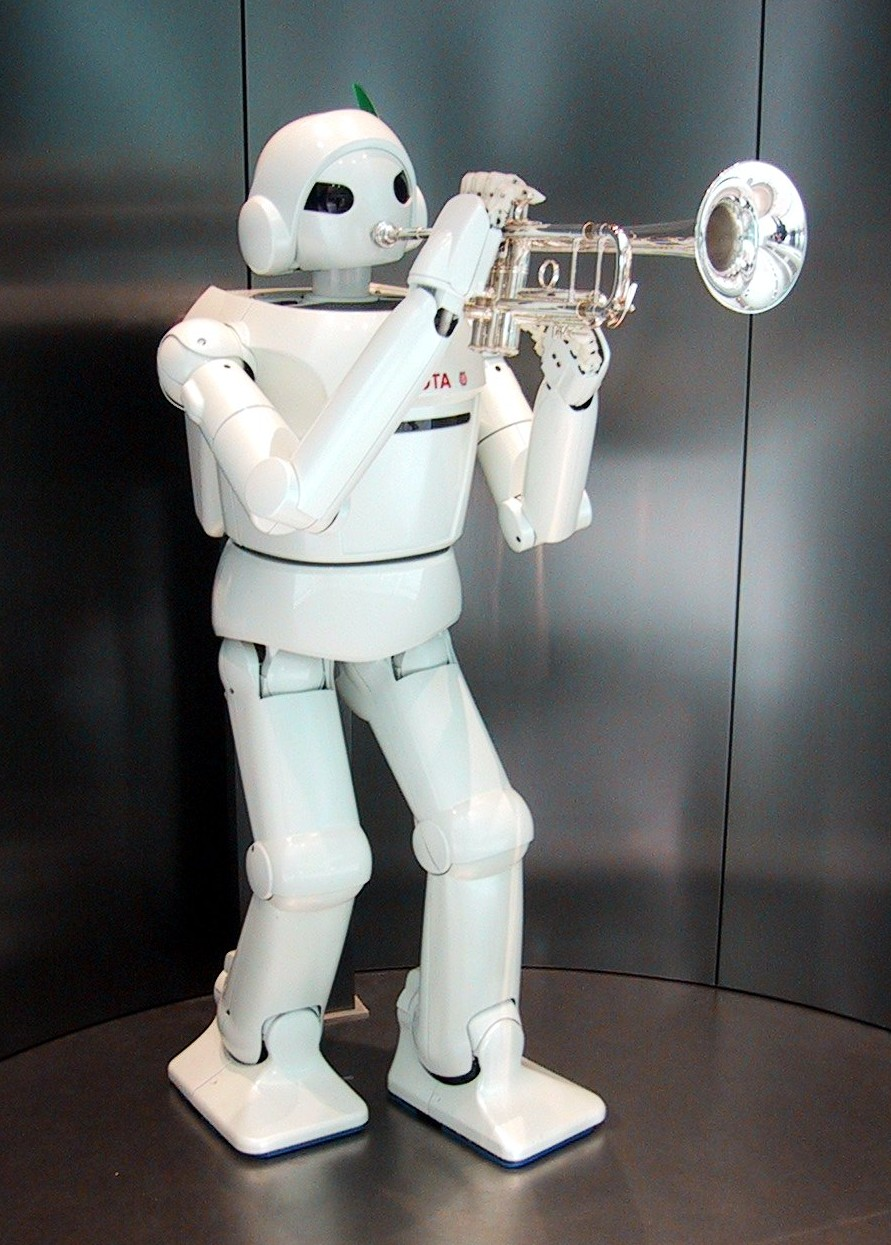
أحد الروبوتات التي صممتها تويوتا ويمكنه العزف بالبوق.

بدأت تويوتا منذ أواخر السبعينات وحتى الثمانينات في التعاون مع مصنعي الروبوتات لتطوير روبوتات صناعية لاستخدامها في عمليات اللحام والدهان داخل مصانع السيارات. ثم بدأت تويوتا مع بداية القرن الحادي والعشرين في تطوير الروبوتات بدمج تقنيات الروبوتات الصناعية مع أحدث تقنيات التحكم المستخدمة بالسيارات وذلك لأغراض مساعدة كبار السن وفي الصناعة وللترفيه. كانت الأهداف المبدئية في مجال تطوير الإنسان الآلي هي:
- للعزف على الآلات الموسيقية: طورت تويوتا شفاه صناعية تتحرك بدقة مقاربة لشفاه الإنسان ومع استخدام يدي الإنسان الآلي أصبح بإمكانه العزف بالبوق مثل الإنسان.
- مساعدة كبار السن: وذلك عن طريق تقنية التحكم بالحركة، فبعد التوسع الهائل في تقنيات التحكم بالسيارات أتت تويوتا بتقنيات الثبات والاستقرار للإنسان الآلي بواسطة مستشعرات صغيرة ورخيصة ذات دقة عالية تم تطويرها بالاعتماد على تقنية مستشعرات السيارة، تستخدم هذه المستشعرات لكشف ميل أو انحراف الإنسان الآلي.[155]

## نشاطات أخرى

### تي آر دي
هي إحدى فروع الشركة والممول الرسمي لقطع الغيار الرياضية لسيارات تويوتا، لكزس، وسايون، وهي مسؤولة عن تطوير قطع الغيار وتوفيرها لسيارات الطرق العادية لدعم كفائتها وتلبية لرغبات بعض عشاق رياضات السيارات. نجحت في جذب فئة كبيرة من محبي تعديل وتطوير السيارات خصوصاً مالكي الطرازات الحديثة.

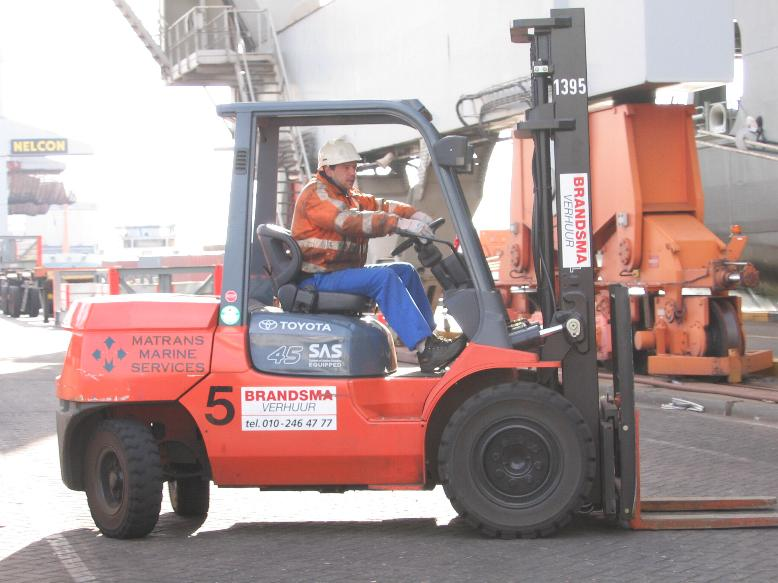
إحدى طرازات رافعات الشوكة التي تنتجها تويوتا.

### رافعة شوكة
يتم تصنيع هذه الآلات في شركة تويوتا للصناعات وتحمل أيضاً نفس شعار تويوتا. قامت شركة تويوتا للصناعات بالاستحواذ على شركة رافعات الشوكة السويدية «بي تي للصناعات»، كما قامت بالاستحواذ على الشركة الأمريكية الأم وهي شركة رايموند (بالإنجليزية: The Raymond Corporation)، والإيطالية "CESAB" لتصبح أكبر شركة رافعات شوكة بالعالم وهي شركة تويوتا لرفع المواد (بالإنجليزية: Toyota Material Handling Corporation) بحلول عام 2001م. تقوم الشركة بإنتاج عدة طرازات منها ما يعمل بالوقود ومنها الكهربائي وكذلك يختلف حجمها حسب الوظيفة والحمولة القصوى.

### حافلة
يقوم فرع هينو بهذه الصناعة حيث ينتج عدة طرازات من الحافلات الكبيرة والصغيرة المخصصة لأهداف مختلفة. كما يوجد لتويوتا أيضاً عدة طرازات لحافلات مثل طراز كوستر والطراز الصغير «هايس».

### طيران
تمتلك تويوتا نسبة محدودة في شركة ميتسوبيشي للطيران حيث استثمرت 67.2 مليون دولار. بدأت تويوتا بالدخول إلى عالم الطيران المدني منذ أوائل التسعينات حيث أعلنت عام 1992م عن عزمها تطوير طائرة أحادية المحرك تتسع لستة أشخاص. بدأت تويوتا تطوير محرك ثنائي-شاحن توربيني مستوحى من محرك لكزس (V8) ذو الأربعة لترات ثم حصلت على رخصة الإنتاج عام 1997م. قدمت تويوتا نموذجها TAA-1 عام 2002م والتي أجرت أول رحلة اختبارية عليها في 31 مايو من العام ذاته. أعلنت تويوتا في مارس عام 2008م أنها خططت للتعاون مع شركة ميتسوبيشي للصناعات الثقيلة لإنتاج طائرة نفاثة تتسع لما بين 90 إلى 100 شخص لتكون أول طائرة يتم تصميمها وإنتاجها باليابان منذ عقود.

### بحرية
تقوم تويوتا بصناعة محركات بحرية ومراكب والتي حرصت على أن تطابق معايير الجودة والأمان في صناعتها والأهم هو استخدامها للتقنيات صديقة البيئة في هذا المجال. اعتمدت في الصناعات البحرية على تقنياتها التي تستخدمها في صناعة السيارات حيث اعتمدت تقنيات المحركات على تقنياتها في محركات السيارات لدعم اقتصاد استهلاك الوقود وتقليل انبعاثاتها الضارة. وتحاول تويوتا شق طريقها وتأسيس كيانها في هذا المجال.

### تعليم عالي
أنشأت تويوتا معهد تويوتا التقني عام 1981م كما كان ساكيشي تويودا مخططاً بالماضي لافتتاح جامعة عند تحسن ظروفه، كما افتتح هذا المعهد فرعاً آخرىً بمدينة شيكاغو عام 2003م. وتدعم تويوتا عدداً كبيراً من البرامج التعليمية والمدرسية والترفيهية العالمية، كما تعاقدت مع عدد من البرامج التعليمية المحلية كجامعة كنتاكي بولاية إنديانا الأمريكية.
تم إنشاء جامعة تويوتا عام 1999م بالولايات المتحدة الأمريكية، وتقوم هذه الجامعة بتوفير أكثر من 400 دورة تدريبية لحوالي 8500 موظف بالولايات المتحدة بغرض التعليم والتدريب على سيارات وشاحنات تويوتا.

### اقتصاد
يقوم فرع تويوتا للخدمات المالية بتقديم خدماته في هذا المجال.

## رياضة
شاركت تويوتا في عدد كبير من السباقات منذ عام 1957م وحصدت لقب بطولة العالم للراليات عدة مرات كما حققت نجاحات ملحوظة في سباقات لي مانز وفورميولا 1، كما أنتجت الشركة عدة طرازات متخصصة للسباقات حصد بعضها عدة جوائز أو ألقاب.

### رالي

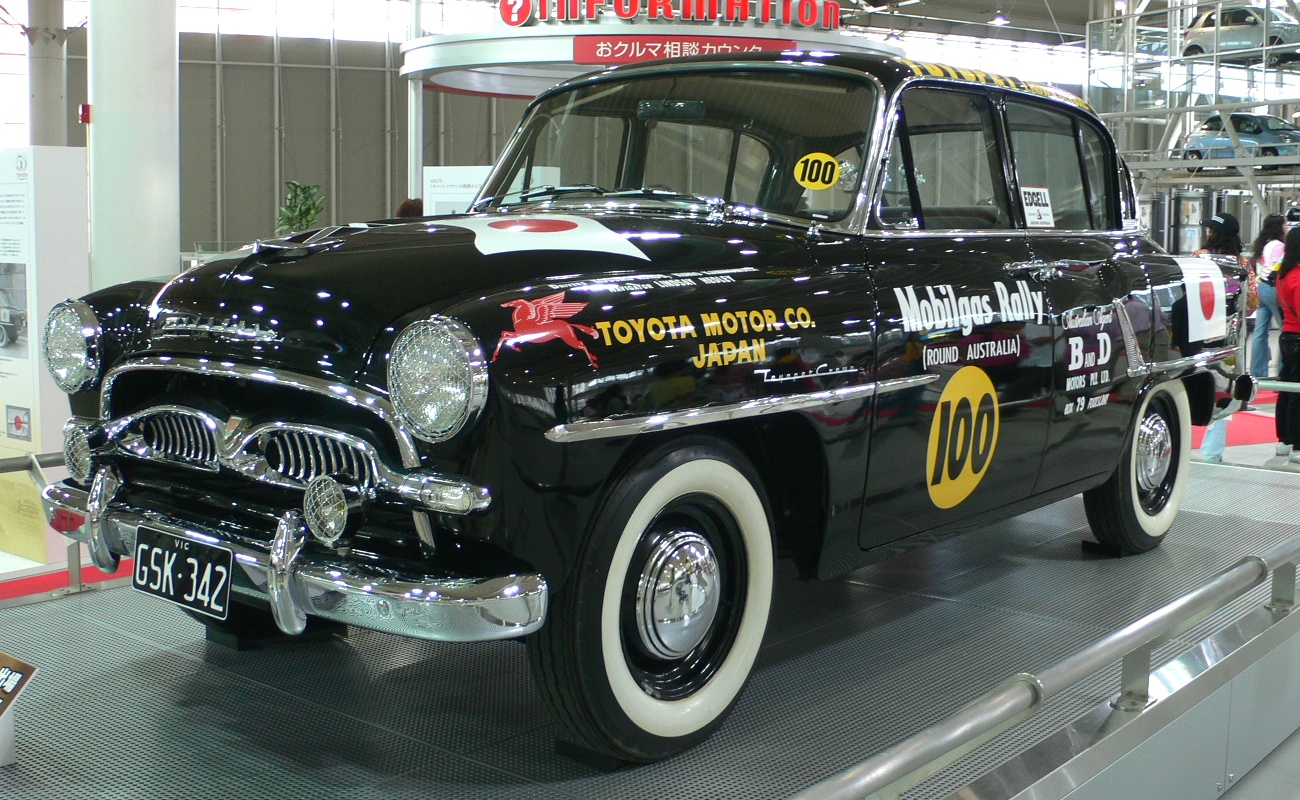
طراز كراون 1957 الذي شارك بأول سباق رالي لتويوتا.

بدأ دخول تويوتا لعالم الرياضة باشتراكها بسيارتها تويوتا كراون برالي أستراليا عام 1957م الذي شاركت فيه 102 سيارة لتحل كراون بالمركز السابع والأربعين. تقدمت تويوتا بهذا المجال بعد فوز طرازها، تويوتا سيليكا، عام 1972م بالمركز التاسع في بطولة العالم للراليات وبلقب فئتها (1300سم3-1600سم3).
قاد السويدي أوف أندرسون (سائق الفريق) في شتاء 1972م في رالي بريطانيا العظمى. أسس أندرسون فريق أندرسون لرياضة السيارات (بالإنجليزية: Andersson Motorsport) في موطنه الأصلي، ولكنها لم تكن فكرة سديدة حيث انتقل الفريق من السويد إلى بلجيكا ليصبح فريق تويوتا أوروبا (بالإنجليزية: Toyota Team Europe). كان فوز تويوتا الأول عام 1975م في رالي فنلندا عندما فاز «هانو ميكولا» ومساعده «أتسو آهو» بسيارة كورولا. ثم انتقل الفريق بعدها إلى قاعدته الجديدة بألمانيا الغربية.

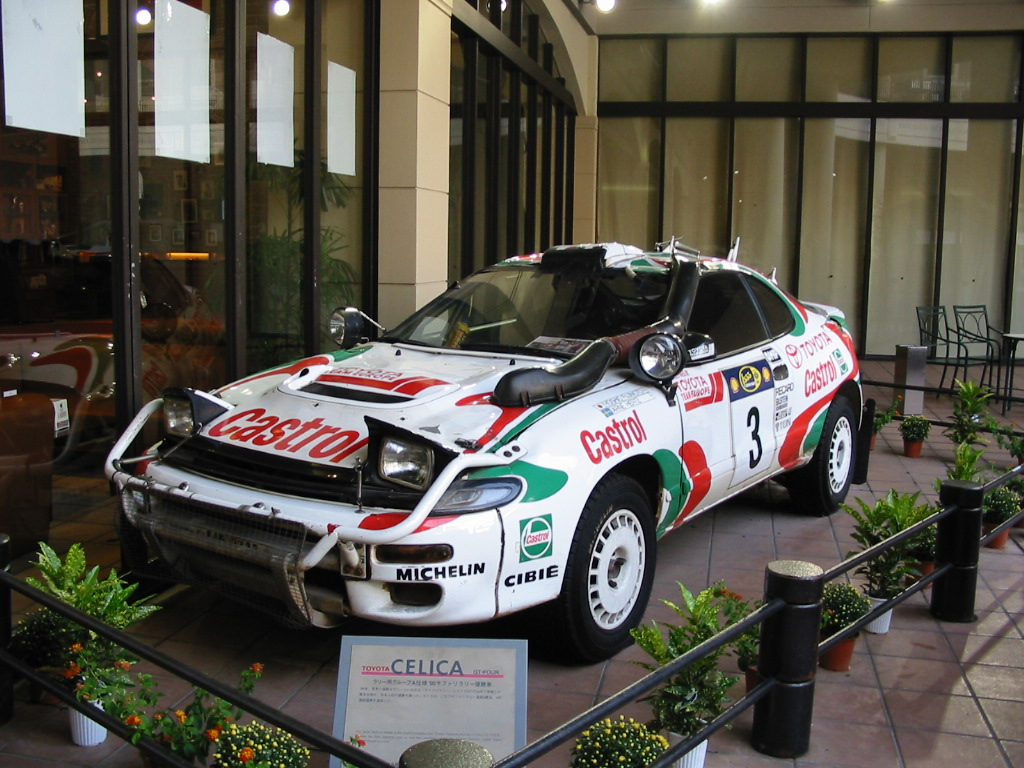
طراز سيليكا GT-فور التي حققت لقب بطولة العالم للراليات عدة مرات.

بدأت تويوتا في الثمانينات في تحقيق نجاحات متعددة خصوصاً في راليات إفريقيا حيث تصدرت أرقامها المراتب الأولى في لائحات السباقات، واستقر الفريق تماماً في ألمانيا. من أشهر الطرازات التي شاركت في هذه الفترة: سيليكا (بطولة العالم للراليات وسفاري)، لاند كروزر (رالي داكار) وكورولا (بطولة العالم للراليات). في موسم 1990م حقق كارلوس ساينز الفوز الأول لتويوتا ببطولة بسيارته سيليكا جي تي فور وأعادت تويوتا الكرّة مرة أخرى بعدها بعامين.
في موسم 1993م اشترت تويوتا الفريق من أندرسون وأطلقت عليه اسم فريق تويوتا لرياضة السيارات (بالإنجليزية: Toyota Motorsport GmbH) في نفس العام الذي فاز فيه «جحا كانكتون» بلقب بطولة العالم للراليات WRC وفازت تويوتا ببطولة المُصنّعين لتصبح أول شركة يابانية تفوز باللقب. كما حققت تويوتا عام 1994م نفس النجاحات بسائقها الفرنسي ديدير أوريول.

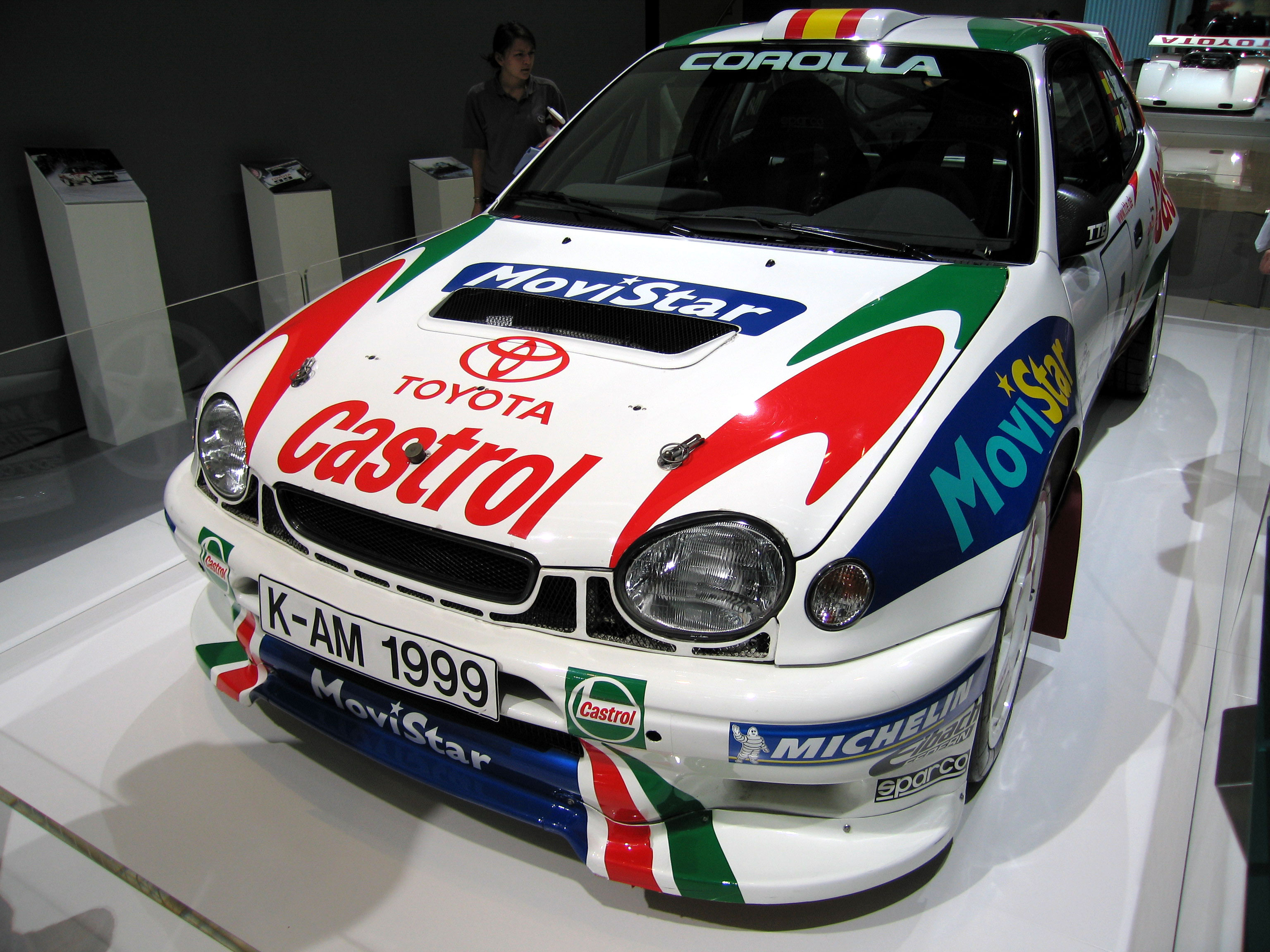
طراز كورولا WRC.

كان عام 1995م عاماً صعباً جداً على تويوتا حيث تم ضبط الفريق مستخدمين شواحن توربينية بها أجزاء غير قانونية (ترفع من قدرة السيارة) بسيارتهم ليعاقبوا بالاستبعاد مدة 12 شهراً  من قِبل الاتحاد الدولي للسيارات (FIA). ثم عادت للسباقات عام 1996م لكن منافيسيها وخصوصاً سوبارو وميتسوبيشي كانوا يتميزون بشكل واضح بسياراتهم. وكذلك عام 1997م حيث أن الفريق لم يحقق أي انجازات، حيث احتلت الشركة المركز الثالث. وقد كان ساينز سائق الفريق على وشك نيل اللقب عام 1998م ولكنه تخلف بنقطة واحدة بسبب تعطل محرك سيارته كورولا WRC في المرحلة الأخيرة في نهائي بطولة الرالي ببرطانيا وتخلفت تويوتا بستة نقاط عن لقب المُصنّعين ذاك العام.
قررت تويوتا الانسحاب من المشاركة ببطولة الراليات بحلول نهاية موسم 1999م مُصرحةً: «كل ما يمكن تحقيقه قد تم تحقيقه» ولم يَتحقق اللقب ذاك العام وحلّت محلها بعد ذلك بيجو التي نالت بطولة المُصنّعين من عام 2000م إلى 2002م. أعلنت تويوتا عام 2007م عن سيارتها كورولا سوبر 2000 التي خطط لدخولها المنافسة بالمسقبل.

### لي مانز

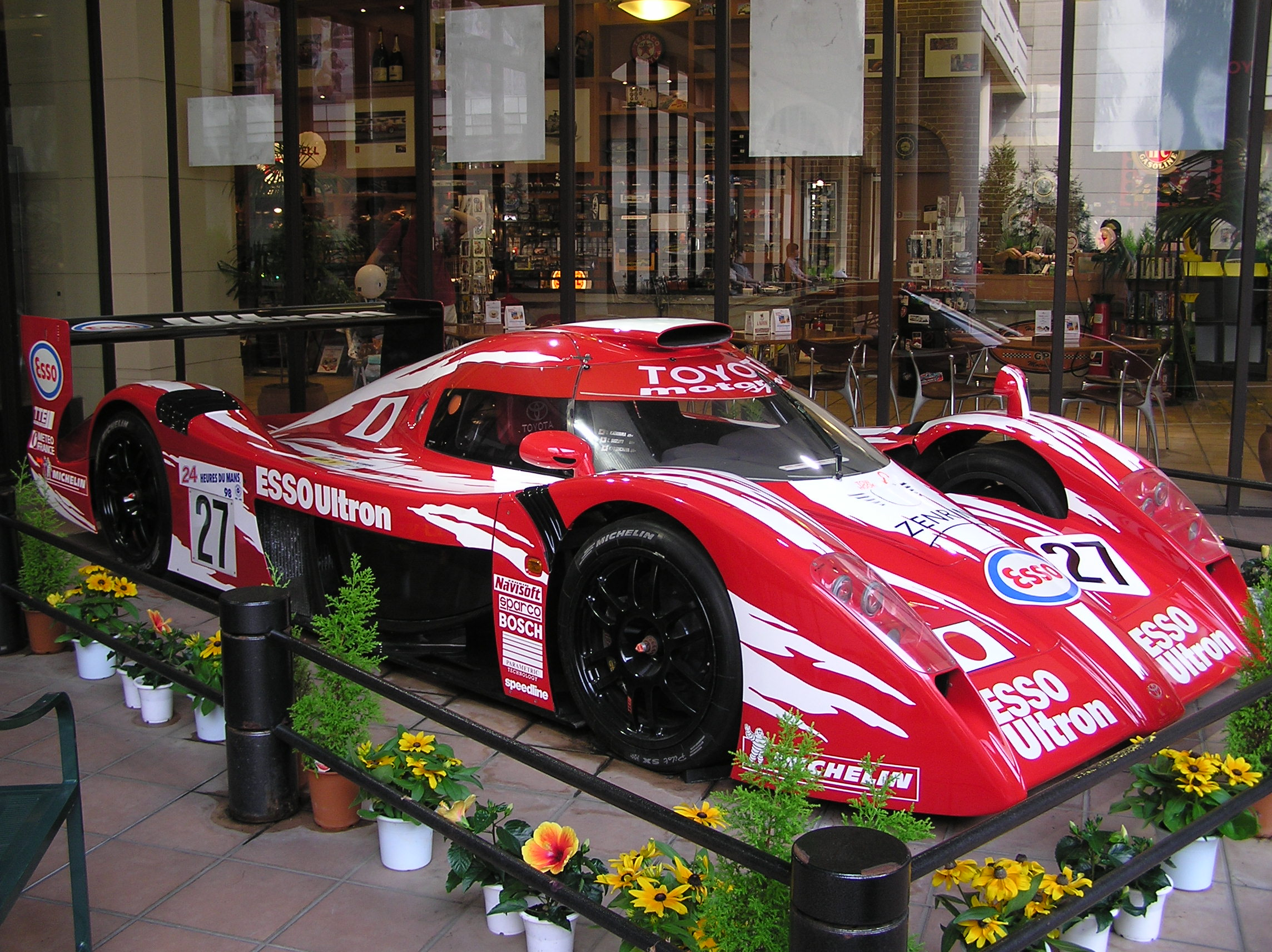
طراز GT-وان.

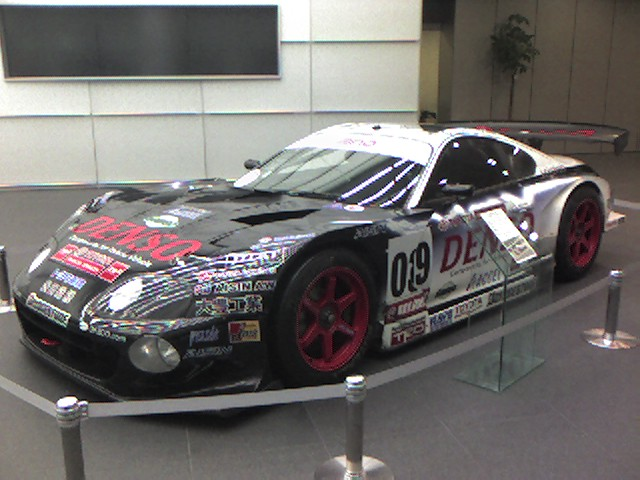
طراز تويوتا سوبرا HV-R.

كانت أول مشاركة لتويوتا عام 1995م بسيارة تويوتا سوبرا GTC لتحتل المركز الرابع عشر ولم تكمل الموسم الذي تلاه. بدأت تويوتا تحضير فريقها لسباقات لي مانز عام 1997م مع النية للبدء ببناء فريق فورميولا 1، وكانت سيارتها تويوتا GT-وان والتي قادها سائقو فورميولا 1 السابقون: مارتن براندل، ثيري بوتسن، وأوكيو كاتاياما.
خسرت GT-وان في موسم 1998 بعدما كانت محتلة للمركز الثاني إلى الساعات الأخيرة من السباق حينما أُجبرت على الخروج بسبب التعطل التام لناقل الحركة لتحتل المركز التاسع. اقتربت GT-وان من الفوز في موسم 1999 لتحتل المركز الثاني، وقامت بتحقيق رقم قياسي جديد في زمن الدورة (3س 35د 32ث)، ومع ذلك ظلت السيارة محتفظة بالرقم القياسي لدورة مضمار سارثي حتى عام 2006م.
عادت تويوتا للمشاركة بسباقات لي مانز عام 2007م عندما فازت بالمركز الأول بسباق توكاشي-24ساعة بسيارة تويوتا سوبرا HV-R الهجينة لتصبح أول سيارة هجينة في التاريخ تفوز بسباق حيث أكملت 616 لفة بفارق 19 لفة عن المركز الثاني.

### فورميولا 1

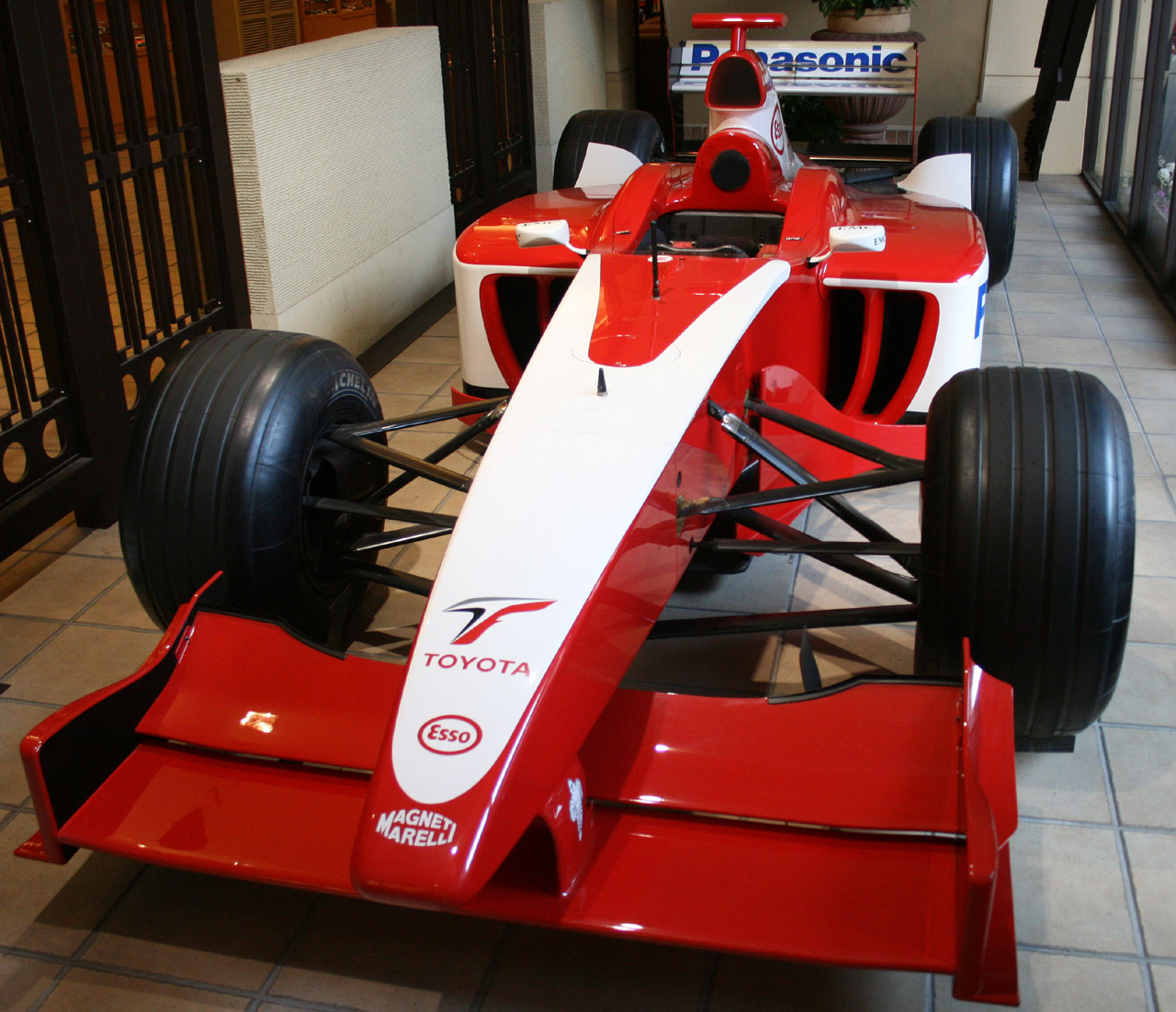
النموذج الاختباري TF101 أثناء عرضه.

بدأت تويوتا بالاشتراك بسباقات فورميولا 1 بفريق تويوتا أوروبا (بالإنجليزية: Toyota Motorsport Europe)، وكان مقره الرئيسي بألمانيا. أعلنت تويوتا عام 1999م عن عزمها خوض سباقات فورميولا 1 وقدمت أول نموذج اختباري عام 2001م، كانت المفاجأة حضور ماكس موسلي رئيس الاتحاد الدولي للسيارات، وبيرني إيكلستون في الإطلاق خاصةً أنهما لم يحضرا أياً من إطلاقات الفرق الأخرى. وبعد جهود مكثفة واختبارات على سيارتها TF101، قرر الفريق البداية في موسم 2002.
انطلق الفريق عام 2002م، وبالرغم من الاستثمارات الهائلة، كان أداء الفريق أقل من المتوقع إذ أنه حقق نقطتين في أول ثلاثة سباقات من ذاك الموسم ولم يحرز أي نقاط بعد ذلك ليحل بالمركز العاشر في نهاية الموسم بنقطتين. كان أداء الفريق في موسم 2003 أفضل من 2002 وعلى الرغم من البداية الضعيفة للفريق إلا أنه أظهر تألقاً وتقدماً في النصف الثاني من الموسم إذ تمكن من جمع 16 نقطة ليحتل المركز الثامن بفارق نقطتين فقط عن المركز السادس. نافس الفريق بقوة في بعض السباقات إلا أنه اختفى تماماً في بعضها الآخر.
استعانت تويوتا عام 2004م بمايك جاسكوين للمساعدة في النهوض بالفريق كما فعل مع رينو F1 سابقاً. وقبل نهاية العام تم الإعلان عن استبدال مدير الفريق أوفي أندرسون بمديرٍ جديد هو تسوتومو توميتا وذلك لبلوغه الخامسة والستين، وانتهى الموسم بالمركز الثامن برصيد 9 نقاط. وتعاقد الفريق مع رالف شوماخر ليبدأ مع بداية موسم 2005. قام الفريق بالتطور قليلاً في موسم 2005 وذلك بالمنافسة على المركز الأول، حيث قام السائق يارنو تروللي بإحراز المركز الثاني مرتين والمركز الثالث مرة واحدة في أول خمسة سباقات من ذاك الموسم. الأمر الذي ساعد الفريق على الوصول للمركز الثاني في ترتيب المُصنّغين عدة مرات خلال الموسم وانتهى الموسم بالترتيب الرابع في قائمة المُصنّعين برصيد 88 نقطة.

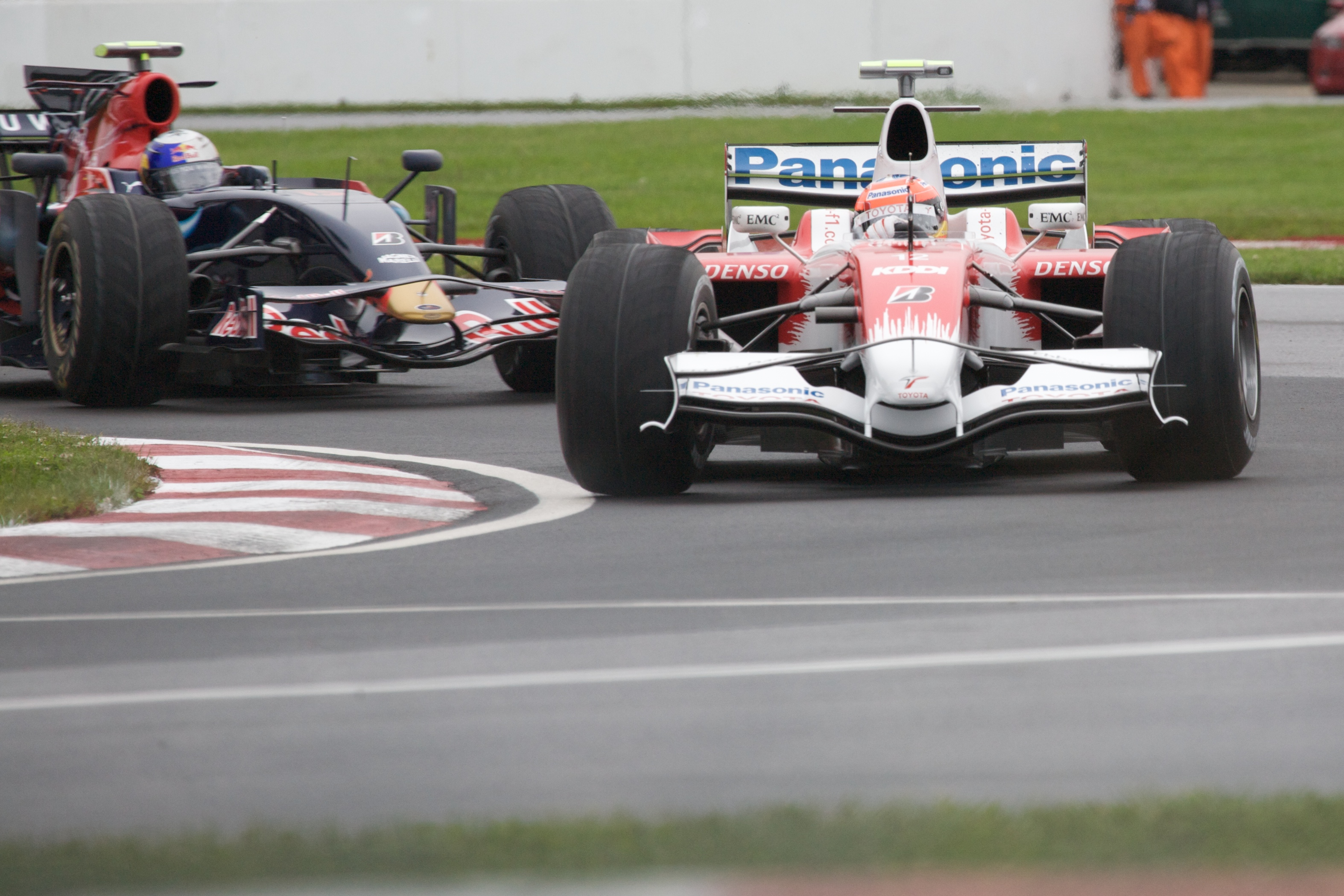
السائق تيمو غلوك أثناء قيادته TF 108 بكندا.

تم تسريح مايك جاسكوين قبل أنتهاء عقده خلال موسم 2006م وذلك نظراً لغياب النتائج واختلاف الرأي مع الإدارة حول سلوك الفريق الأمر الذي أثر على سلوك الفريق بعدما كان متوقعاً له مزيداً من النجاح بعد موسمه السابق لينتهي بالمركز السادس برصيد 35 نقطة. أمدّت تويوتا في عام 2007م فريق وليامز بالمحركات. خاض الفريق هذا الموسم بأعلى ميزانية له إلا أن النتائج كانت غائبة نظراً لسيارة الفريق التي لم تعمل مع أي من السائقين. نافس الفريق بشدة إلا أن المنافسة في النصف الثاني من الموسم كانت أعلى من مستوى الفريق لينتهي بالمركز السادس برصيد 13 نقطة.
كان سائقو عام 2008م هم يارنو تروللي وتيمو غلوك الذي خلف رالف شوماخر واعتُبر إضافة جيدة للفريق إذ ارتفع أداء الفريق في هذا الموسم لينتهي بالمركز الخامس برصيد 56 نقطة.
وفي عام 2009، قدّمت تويوتا طرازًا جديدًا هو «تويوتا TF109» وبدأ فريقها الموسم بشكل حسن، إلا أن الشركة قررت الانسحاب من سباقات الفورميولا بتاريخ 4 نوفمبر 2009، لمعاناتها من الخسائر الفادحة جرّاء الأزمة الاقتصادية العالمية.

### ناسكار
تشارك تويوتا بالسيارتين تندرا في سلسلة مسابقات ناسكار لحرفيي الشاحنات (بالإنجليزية: NASCAR Craftsman Truck Series) وكامري  حاليّاً في سلسلة مسابقات ناسكار الوطنية (بالإنجليزية: NASCAR Nationwide Series) وسلسلة مسابقات ناسكار للسباقات السريعة (بالإنجليزية: NASCAR Sprint Cup Series).
سلسلة مسابقات جودي للاندفاع

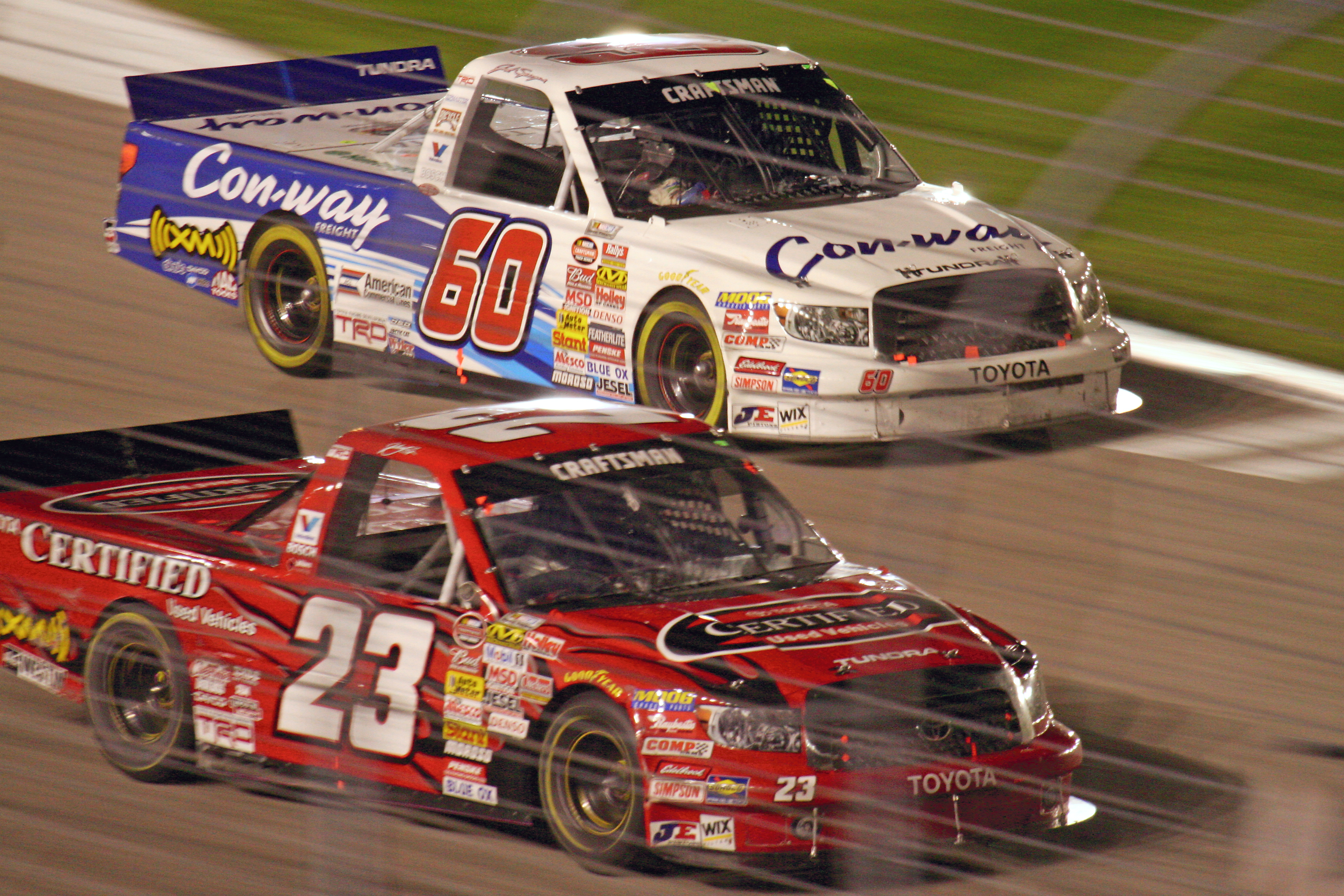
سيارتيّ تندرا في أحد سباقات ناسكار.

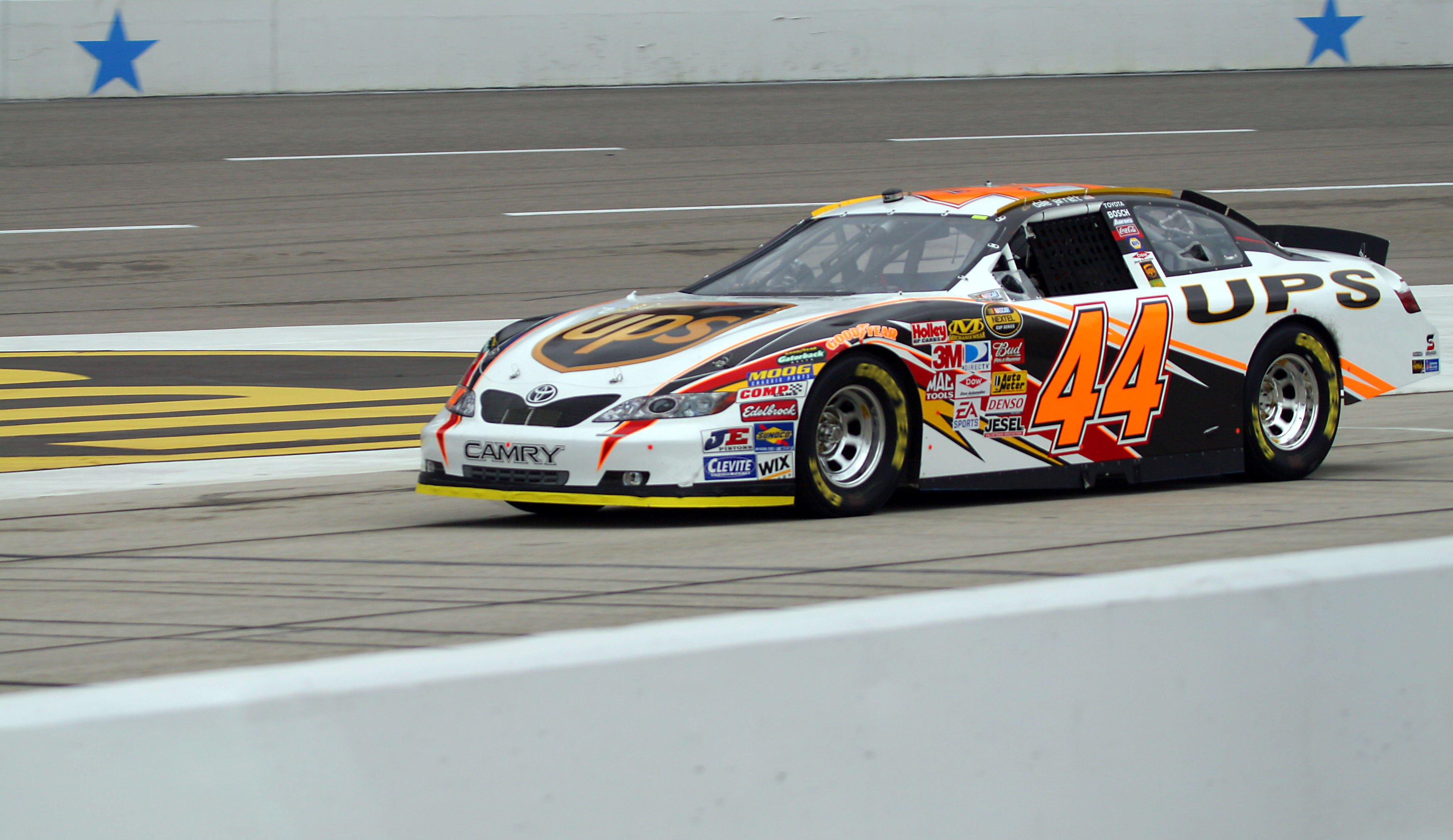
طراز كامري المشارك في عدة سباقات ناسكار.

اقتحمت تويوتا هذه الفئة بإنتاجها سيليكا (V6) عام 2000م. ساعد روبرت هوفمان الفريق بالاقتراب من قمة البطولة بتحقيقه المركز الثاني في البطولة في كل من عامي 2001م و2002م. قام هوفمان بتحقيق الإنجاز الأول لتويوتا ونال اللقب عام 2003م.
سلسلة مسابقات ناسكار لحرفيي الشاحنات
حقق ترافيس كابيل أول فوز لتويوتا في هذه الفئة عام 2004م على مضمار ميتشجن الدولي بسيارته طراز تندرا، وأصبح تود بودين أول من فاز بأول لقب لتويوتا في هذه الفئة عام 2004م.
سلسلة مسابقات ناسكار للسباقات السريعة
بعد النجاح في فئة «سلسلة مسابقات ناسكار لحرفيي الشاحنات»، انتقلت تويوتا إلى فئة «سلسلة مسابقات ناسكار الوطنية» و«سلسلة مسابقات ناسكار للسباقات السريعة» بسيارتها كامري عام 2007م. أخفق الفريق في موسمه الأول نظراً لحداثته النسبية، وبعد موسم 2007م انضم للفريق جو جيبس الحاصل على لقب البطولة ثلاث مرات. قام كايل بوش بتحقيق أول فوز لتويوتا في هذه الفئة على مضمار أتلانتا في مارس 2008م.
سلسلة مسابقات ناسكار الوطنية
قام جايسون ليفلر، سائق كامري، بتحقيق أول فوز لتويوتا في هذه الفئة على مضمار أوريلي عام 2007م.

### كرة قدم
ترعى تويوتا عدة أندية كرة قدم حول العالم مثل نادي ڤالنسيا الإسباني، كما ترعى كأس العالم للأندية وهي بطولة سنوية تجمع أبطال الاتحاد الدولي لكرة القدم للقارات الستة. تقام هذه البطولة باليابان ويشارك بها سبعة أندية.

## أوسمة
حصدت شركة تويوتا عدة أوسمة وجوائز كان منها:
- مُنحت تويوتا جائزة ديمنج عام 1965م.[211][212][213]
- فازت شركة تويوتا للسيارات بأول «جائزة مراقبة الجودة» باليابان في مطلع السبعينات.[46]
- مُنحت تويوتا أستراليا عام 1999م وسام أمان السيارات العام.[214]
- قامت وكالة حماية البيئة الأمريكية بمنح شركة تويوتا لهندسة السيارات والصناعة بأمريكا الشمالية وسام نجمة الطاقة لعام 2007.[215]
- فازت تويوتا بوسام صانع السيارات الخضراء عام 2008م.[216]

كما حصدت بعض طرازاتها عدة أوسمة مثل:
- فاز طراز يارس بوسام سيارة العام الأوروبية لعام 2000م.[217]
- فاز طراز تاكوما بوسام شاحنة العام لعام 2005م.[218]
- مُنح طراز تندرا وسام شاحنة العام لعامي 2000م و2008م.[219][220]
- فاز طراز بريوس بوسام سيارة العام لعام 2004م،[221][222] وبوسام سيارة العام الأوروبية لعام 2005م.[223][224]
- منحت كامري وسام سيارة العام لعام 2007م.[221][225]
- فاز طراز آي كيو بوسام سيارة العام اليابانية لعام 2009م.[226]

كما منحت بعض محركاتها عدة أوسمة منها:
- فاز محرك تويوتا يارس 1 ل على وسام أفضل محرك للفئة تحت 1 ل وعلى أفضل محرك لعام 1999م.[227]
- فاز محرك تويوتا 1,3 ل في في تي-آي على وسام أفضل محرك للفئة من 1 ل إلى 1,4 ل لعام 2000م.[227]
- فاز محرك تويوتا 1,8 ل في في تي إل-آي على وسام أفضل محرك للفئة من 1,4 ل إلى 1,8 ل لعام 2002م.[227]
- فاز محرك تويوتا 1,5 ل الهجين على وسام أفضل محرك اقتصادي في استهلاك الوقود من عام 2004م حتى عام 2007م كما حصل على وسام أفضل محرك جديد وأفضل محرك لعام 2004م وأفضل محرك للفئة 1,4 ل إلى 1,8 ل لعام 2005م وأفضل محرك أخضر لعام 2008م.[227][228][229][230][231][232][233]
- فاز محرك تويوتا 1 ل على وسام أفضل محرك للفئة تحت 1 ل لعامي 2007م و2008م.[227][231][232][234]

كما خضع عدد من طرازات تويوتا لاختبارات السلامة (يورونكاب - Euro NCAP) وحصد بعضها 5 نجوم في نتائج الاختبارات مثل:
- أفينسيس التي حصدت 5 نجوم عام 2005م لتصبح أفضل سيارة في فئتها من حيث الأمان.[235][236]
- كورولا فيرسو التي حصدت 5 نجوم عام 2004م واعتبرت أفضل سيارة في فئتها من حيث الأمان.[237][238]

ومن الطرازات الحاصلة على 5 نجوم أيضاً طراز بريوس عام 2004م، يارس عام 2005م، أورس عام 2006م، وكورولا عام 2007م.

## حقائق وأرقام
حققت شركة تويوتا عدة أرقام قياسية على مدار مشوارها منها:
- تويوتا هي الأولى على مستوى العالم من حيث عدد الوحدات المنتجة حيث بلغ إنتاجها 9497754 وحدة في عام 2007م.
- تويوتا كورولا هي أفضل سيارة وأفضل مركبة مبيعاً في التاريخ حيث تم بيع ما يزيد على 31.6 مليون وحدة منذ إطلاقها عام 1966م حتى عام 2005م خلال 9 أجيال.[245][246][247]
- تويوتا كورولا هي الأولى مبيعاً باليابان في 36 عاماً من أول 40 عاماً من عمرها.[247][248]
- تويوتا كورولا حققت أفضل مبيع سنوي لسيارة عام 2005م حيث تم بيع 1.36 مليون وحدة.[249][250]
- تويوتا ميجا كروزر امتلكت أكبر محرك خطي من 4 اسطوانات (I4) يعمل بالسولار حيث بلغت سعته 4100 سم3.[251]
- تويوتا لاند كروزر 1بي زي سولار امتلكت أكبر محرك خطي من 5 اسطوانات (I5) يعمل بالسولار حيث بلغت سعته 3469 سم3.
- تويوتا بريوس 2004 هي أول سيارة ذاتية الإيقاف.[252]
- تويوتا بريوس 1997 هي أول سيارة هجينة حديثة.[52]
- تويوتا بريوس امتلكت أول فرامل مُجدِدة عام 1997م.[253][254]
- تويوتا بريوس امتلكت أول محرك دورة-أتكينسون عام 2004م.[255]
- تويوتا سوارير امتلكت أول نظام تعليق ذو تحكم إليكتروني عام 1983م.[256]
- تويوتا سوارير امتلكت أول تحكم بأنظمة السيارة مدمج عام 1987م.[257]
- تويوتا سوارير امتلكت أول نظام جي بي إس من قبل المصنع عام 1991م.[258]
- تويوتا كراون ماجيستا امتلكت أول نظام تحكم بالثبات الديناميكي/برنامج الثبات الإليكتروني عام 1995م.[259]
- تويوتا سيلسيور امتلكت أول نظام ذاتي للتحكم بالملاحة عام 1997م.[260][261]
- لكزس آر إكس 400إتش 2005 هي أول سيارة هجينة فاخرة.[262][263][264]
- لكزس إل إس 460 امتلكت أول ناقل حركة آلي ذو 8 سرعات عام 2007م.[265][266][267]
- لكزس إل إس 400 امتلكت أول مرآة رؤية خلفية كهروكروميكية عام 1989م.

## معرض الصور
| - أورس - أيجو - إيكو - يارس - كورولا - بريوس - أفينسيس - كريسيدا - كامري - كراون - سيلسيور - سنشري - سيليكا - كامري سولارا - إم آر 2 - سوبرا - راف4 - هايلاندر - 4رنر - سيكويا - إف جى كروزر - لاند كروزر - تاكوما - تندرا - سيينا - بريفيا - هايس - كوستر |

## وصلات خارجية
- الموقع الرسمي
- تويوتا على موقع IMDb (الإنجليزية)
- تويوتا على موقع الموسوعة البريطانية (الإنجليزية)